# Nemi szelekció
A nemi szelekció (szexuális szelekció vagy szexuális kiválasztódás) fogalmát Charles Darwin vezette be A fajok eredete című korszakalkotó művében a természetes szelekció mellett. Azokat a fajokon belüli, a hím és nőstény egyedek közötti eltéréseket próbálta megmagyarázni vele, amelyek „nem járnak sem közvetlen, sem közvetett haszonnal” az egyedek számára. Darwin szerint a nemi szelekció a felelős a nemek közötti morfológiai (külalakra vonatkozó) különbségekért (például a pávakakasok díszesebb tollazata, a szarvasfélék hímjeinek agancsa vagy a hím oroszlánok sörénye). A természetes és a nemi szelekció között az a különbség, hogy míg az előbbinek a hajtóerejét az egyedek „létért folyó küzdelme” adja, addig az utóbbi viszont az egyedeknek a szaporodás jogáért folytatott küzdelmét jelenti.

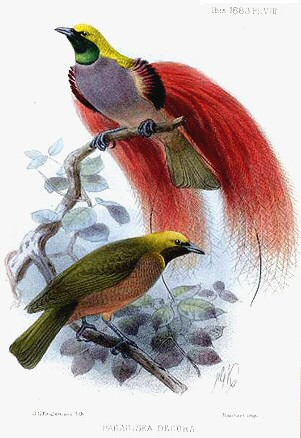
Nőstény és hím paradicsommadár

## A nemi szelekció tudományos vizsgálatának története

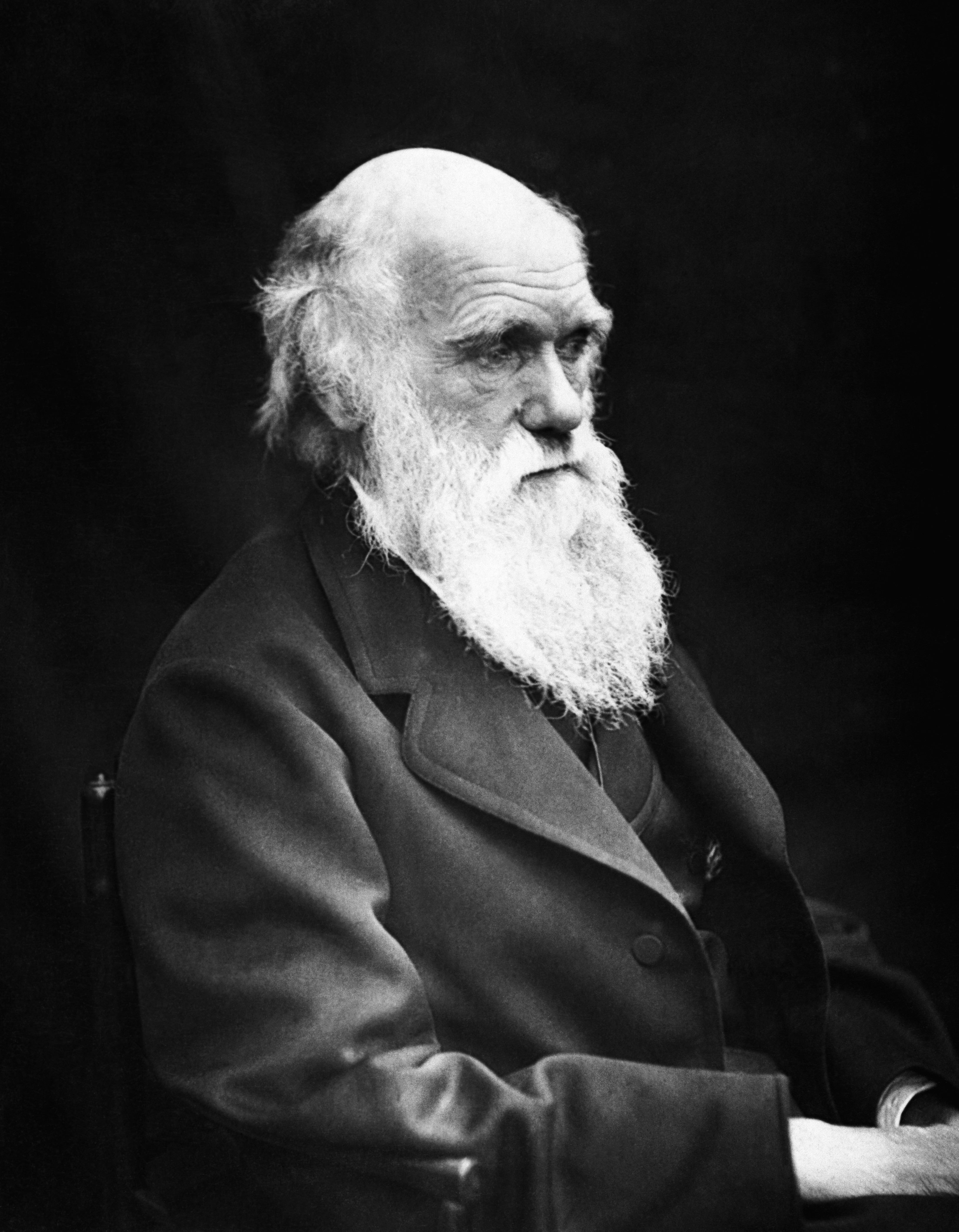
Charles Darwin angol természettudós, 1809–1882.

Darwin után a nemi szelekció hosszú évtizedekre erősen háttérbe szorult, szinte feledésbe merült: olyannyira, hogy az 1980-as években gyakorlatilag újra fel kellett fedezni. Ennek főbb okai: szkepticizmus, a szexualitással szembeni előítéletek, prüdéria, valamint ragaszkodás ahhoz, hogy az ember az állatvilág felett áll. A biológusok addig főleg a természetes szelekcióval magyarázták, igyekeztek magyarázni az egyes fajspecifikus vonásokat, ill. a fajok kialakulását.
Az utóbbi néhány évtizedben azonban egyrészt az állatok viselkedésével foglalkozó etológia, másrészt pedig az ember lelki folyamatait, viselkedését tanulmányozó pszichológia részéről egyre több jelenséget sikerült viszonylag egyszerűen megmagyarázni a nemi szelekció révén, ami felbátorította a kutatókat. Így napjainkban a nemi szelekció „felfutásának” lehetünk tanúi: a kutatók az állati és emberi viselkedés egyre több vonása mögött fedezik fel, és ezek alapján jó okkal feltételezhető, hogy szerepe sokkal nagyobb az élővilágban és annak evolúciójában, mint azt eddig feltételeztük.

## A nemi szelekció általában
Az elképzelés alapja, hogy az állatok számos olyan jellegzetességet fejlesztettek ki, amelyek szigorúan véve nem szolgálják az egyedet a túlélésben, viszont segítenek neki abban, hogy minél több utódja szülessen. Ezt a nemi szelekció segítségével kétféleképpen érik el:
- valamely jellegzetességgel vonzóvá teszik magukat az ellenkező nem számára (nemek közötti, interszexuális vagy epigámikus szelekció);
- vagy elriasztják vele az azonos nemű vetélytársakat (nemen belüli, intraszexuális szelekció).

Ahhoz azonban, hogy a nemi szelekció működjön, egyrészt az egyik nemben ki kellett alakulnia valamely jellegzetességnek, másrészt pedig az ellenkező nemben vonzalomnak kell ébredni a kérdéses jellegzetesség iránt.

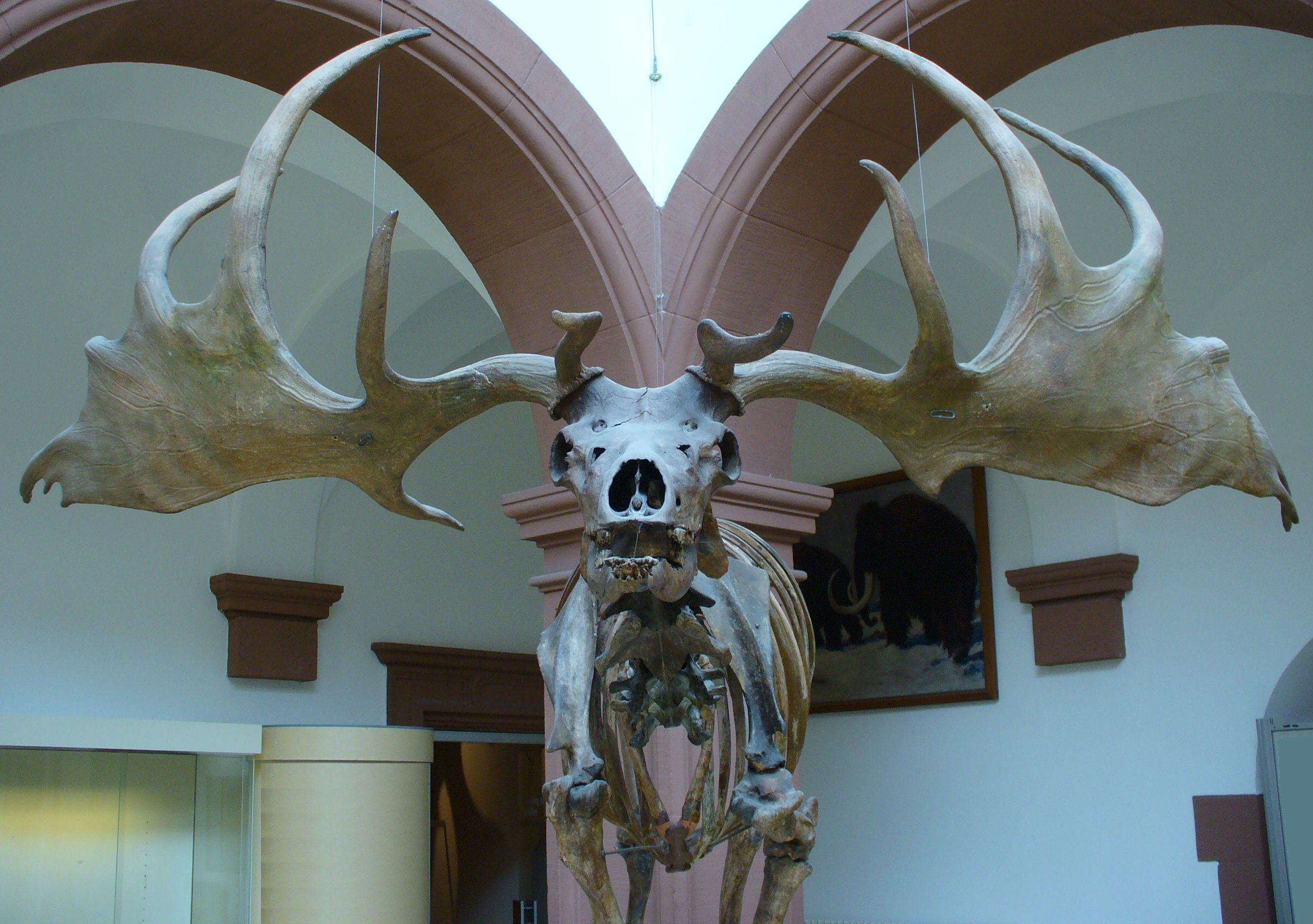
Óriásszarvas csontváza: a szarvak hossza elérte a 2,7 m-t, tömegük pedig a 40 kg-ot.

Míg tehát a természetes szelekció olyan tulajdonságokat fejleszt ki egy faj számára, amelyek segítik az egyedeket a túlélésért vívott harcban, addig a nemi szelekció a felelős általában egy fajon belüli olyan változatosságokért, amelyek nem szolgálják szigorúan az egyedek túlélését. Viszont a nemi szelekció során csak olyan jellegzetességek fejlődhetnek ki, amelyeket a természetes szelekció „megenged”, ugyanis nem kizárt, hogy a nemi szelekció révén olyan külsőségek fejlődhetnek ki egy fajnál, amelyek idővel annak kihalását okozhatják: egyesek szerint ez vezethetett a pleisztocén során Európában elterjedt óriásszarvasok (Megaloceros giganteus) kihalásához. Ugyanakkor a nemi szelekció révén ennek az ellenkezője is bekövetkezhet: vagyis új fajok is kialakulhatnak.
A nemi szelekció hajtóerejét az adja, hogy az ivarosan szaporodó, de különösen a fejlettebb állatfajok esetén a két nemnek más és más az érdeke: a hímek minél több nőstényt szeretnének megtermékenyíteni, a nőstények viszont biztosítva szeretnék „látni”, hogy minél egészségesebb utódokat hoznak a világra ill. nevelnek fel (vagyis a szaporodásba fektetett energiájuk minél jobban megtérüljön).
Mivel a lehetőségek száma korlátozott (a hímek számára az elérhető nőstények száma, a nőstények számára pedig a táplálék mennyisége az utódok felneveléséhez), ezért a hímeknek valamilyen módon versengeni kell a nőstényekért, azoknak pedig valamilyen módon ki kell tudni választani azokat a hímeket, amelyek a legrátermettebbek, mivel az utódok felnevelésében a két nem között általában az ő energiaráfordításuk sokkal nagyobb (költés/vemhesség, utódgondozás – így jó okkal „válogatósak”, ellentétben a hímekkel, akik szinte minden alkalmat megragadnak a párosodásra: nekik igazán nincs veszítenivalójuk). Az állatvilágban a nőstények versengése a hímekért sokkal ritkább.

### A nemi szelekció mint a természetes szelekció motorja

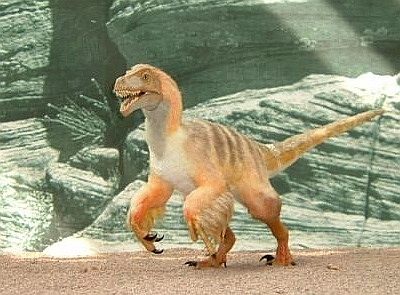
Tollas dinoszaurusz rekonstrukciója

Az már Darwinnak is gondot okozott, hogy az állatok számos, a túlélés szempontjából hasznos szerve miként fejlődhetett ki. Az ugyanis nem volt kérdés, hogy egy-egy hasznos szerv kifejlődéséhez hosszú idő kellett, de az viszont már igencsak nehezen elképzelhető, hogy fejletlen formáikban hogyan maradhattak meg az egyes szervek amíg hasznossá nem váltak: hiszen a természetes szelekció minden a túlélés szempontjából felesleges dolgot szigorúan kirostál.
Ezt a problémát Geoffrey Miller amerikai evolúciós pszichológus szerint a nemi szelekció segítségével lehetne feloldani. Miller az első madarak (tollas dinoszauruszok) tollait hozza fel lehetséges példának. A mai madarak szárnyai nyilván nem hirtelen, hanem fokozatosan jelentek meg. Az is nyilvánvaló viszont, hogy az első szárnyakkal (pontosabban: tollas végtagokkal) még nem tudtak repülni az ezzel rendelkező dinoszauruszok. Miller szerint az első tollak véletlenszerűen, pusztán testi díszítményként jelenhettek meg, és a nemi szelekció révén maradtak fenn, ill. annak megszaladása által fejlődtek tollazattá ill. szárnnyá. Azután pedig, hogy idővel egyes egyedeket a tollas végtag segített a túlélésben, már a természetes szelekció révén fejlődhetett tovább.
Miller tehát azt állítja, hogy az állatvilágban sok hasznos szerv „haszontalan” díszítményként kezdte, amelyek feladata először az ellenkező nemű partner meghódítása volt, majd a nemi szelekció megszaladása révén indultak fejlődésnek, és amikor már az egyes egyedeket a kérdéses szerv segítette a túlélésben, akkor „vette át” a szerv további „fejlesztését” a természetes szelekció.

### Példa interszexuális szelekcióra

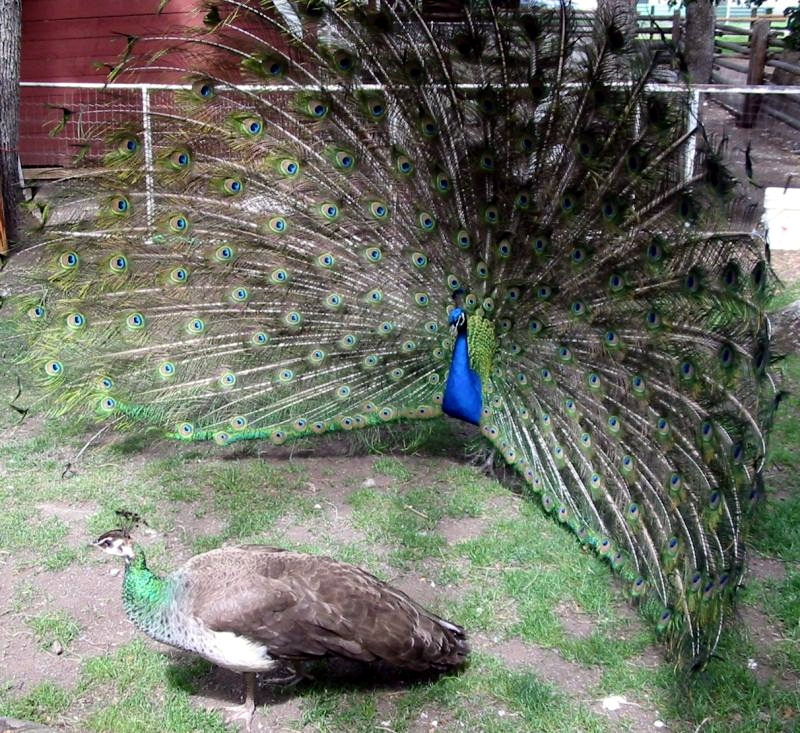
Pávakakas udvarol egy tojónak

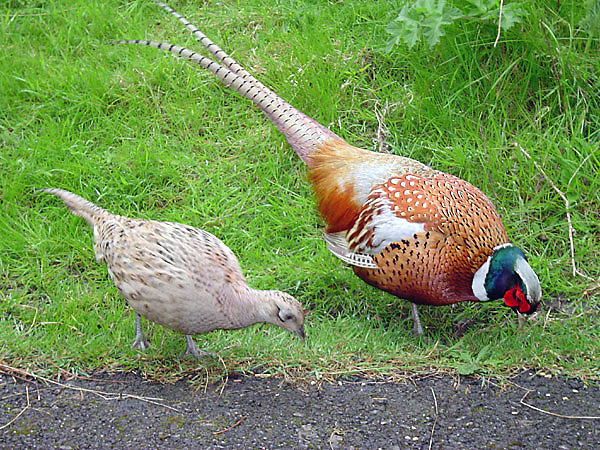
Fácán tojó és kakas

Különösen jó példa a nemek közötti szelekcióra a pávák esete, ahol a kakasok díszes farktollazatukkal próbálják elcsábítani a tojókat, akik pedig azt a kakast választják, amelynek a legpompásabb a farktollazata. Az eredmény: a kakasoknál olyan pompás farktollazat fejlődött ki, amely sok esetben hátrányt is jelenthet számukra. A tojó jellegtelensége viszont azért fontos, mert egy díszes tollazattal csak felhívná magára a ragadozók figyelmét, pedig neki kell felnevelni a fiókákat.
Az etológusok szerint a tojók a díszes tollazaton keresztül elsősorban a hímek testének szimmetriáját figyelik és ebből „próbálják” megtudni, hogy az adott hím mennyire egészséges (a szimmetriát az ember is nagyon szereti: gondoljunk a híres épületekre, mint például az Országház). Ugyanis betegségek, sérülések, genetikai rendellenességek általában rontják a test szimmetriáját. Bizonyított tény, hogy a „csökkent szimmetriájú” hímek (például egy fél agyarral rendelkező elefánt, rozmár, vagy egy törött agancsú szarvas) kevesebb utódot nemzenek.
Az etológusok között vitatott, hogy a pávakakasok díszes farktollazata pusztán a nemi szelekció „megszaladása” (vagyis már inkább hátrány, mivel a kakasok halálozása bizonyítottan nagyságrendekkel nagyobb, mint a tojóké), vagy pedig a rátermettség tényleges bizonyítéka (mivel egy szaporodni képes kakasnál azt mutatja, hogy a díszes, ám nehézkes tollazata ellenére még a ragadozókat is el tudta kerülni – Amotz Zahavi, „handicap vagy hátrány elv”).
Az interszexuális szelekció tehát általában azt jelenti, hogy a hím kelleti magát a nőstények előtt és az utóbbiak pedig választanak közülük. Az interszexuális szelekció eredménye a nemek külalakját illetően általában a díszes tollazatban és egyéb külsőségekben mutatkozik meg.

### Példa intraszexuális szelekcióra
A nemen belüli szelekció esetén általában a hímek megküzdenek egymással a dominancia-rangsor magasabb pozícióiért ill. a párosodás jogáért (a kettő általában összefügg). Mivel legtöbbször ez a küzdelem test-test elleni (főleg rituális, olykor vérre megy, de ritkán élet-halál harc), ezért ezen fajoknál a hímek testmérete nagyobb, mint a nőstényeké. Ennek oka, hogy a hímek kompetíciója (versengése) elsősorban a testi erőben jelentkezik.

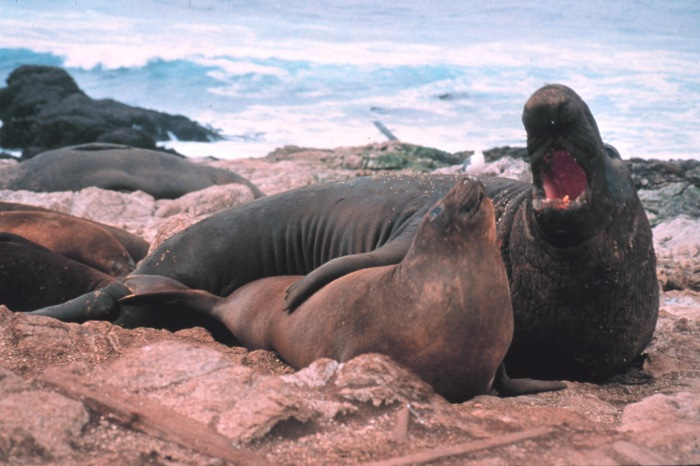
Nőstény és hím elefántfóka: jól látható a hatalmas méretkülönbség közöttük

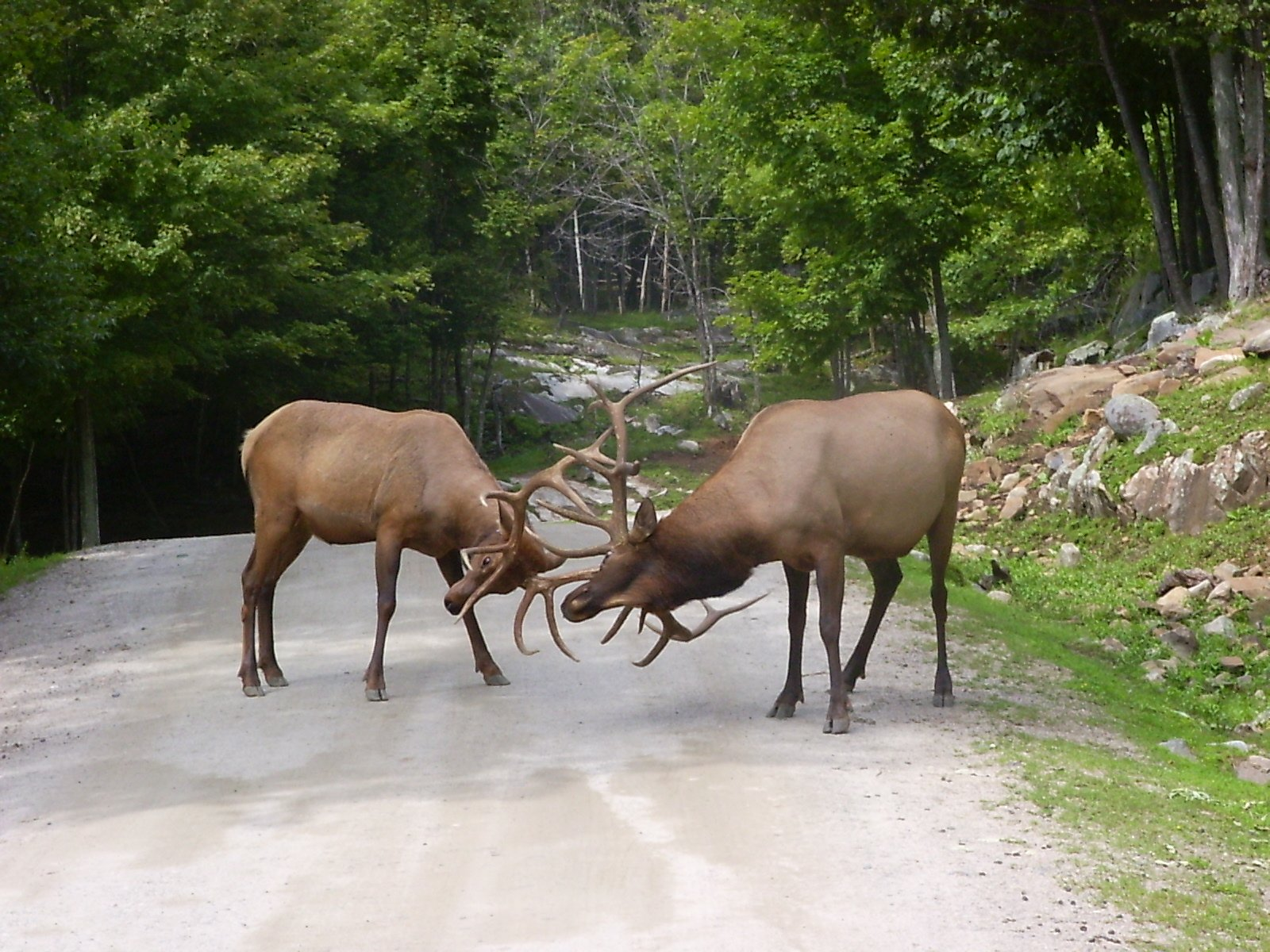
Egymással küzdő szarvasbikák

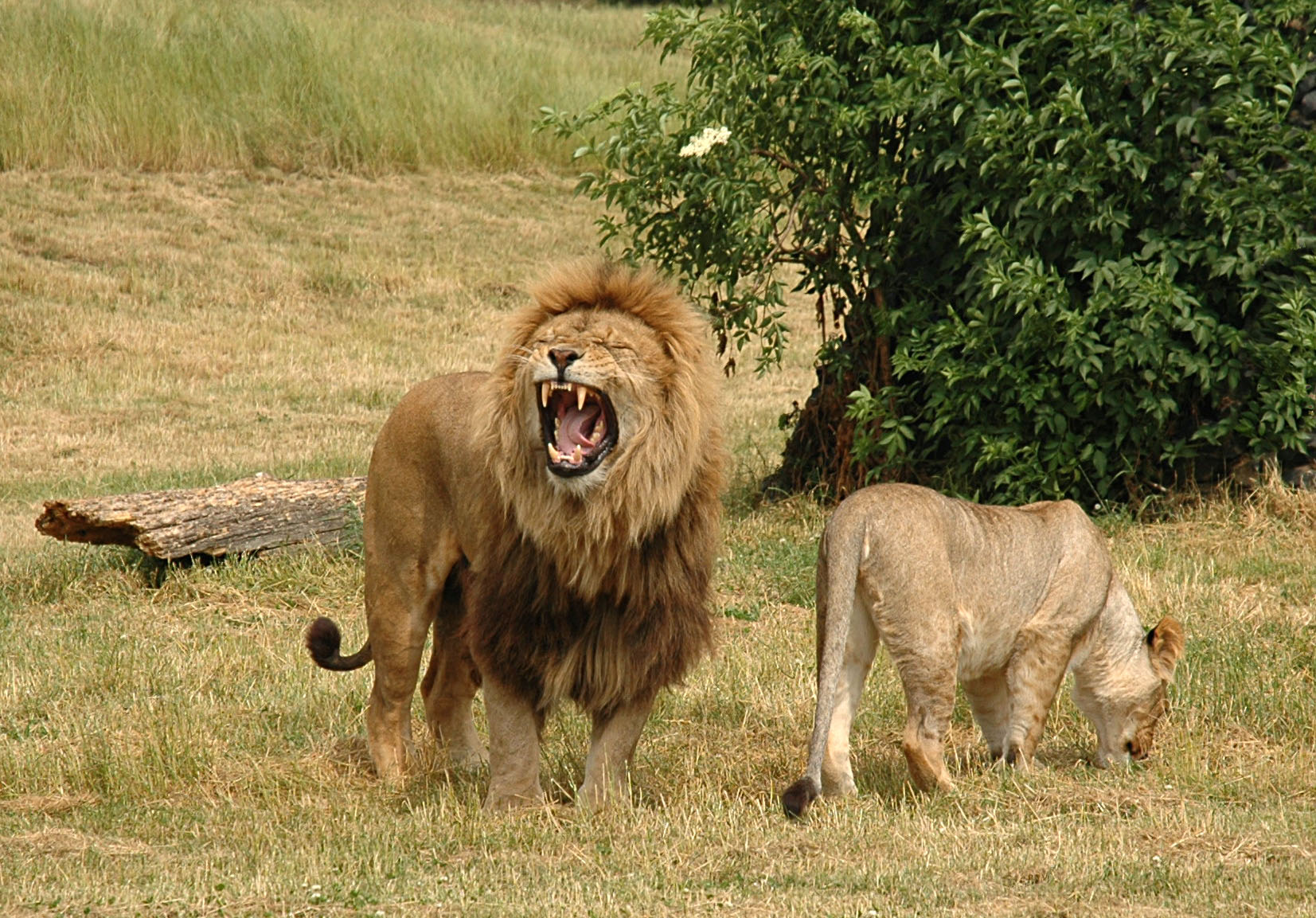
Hím és nőstény oroszlán

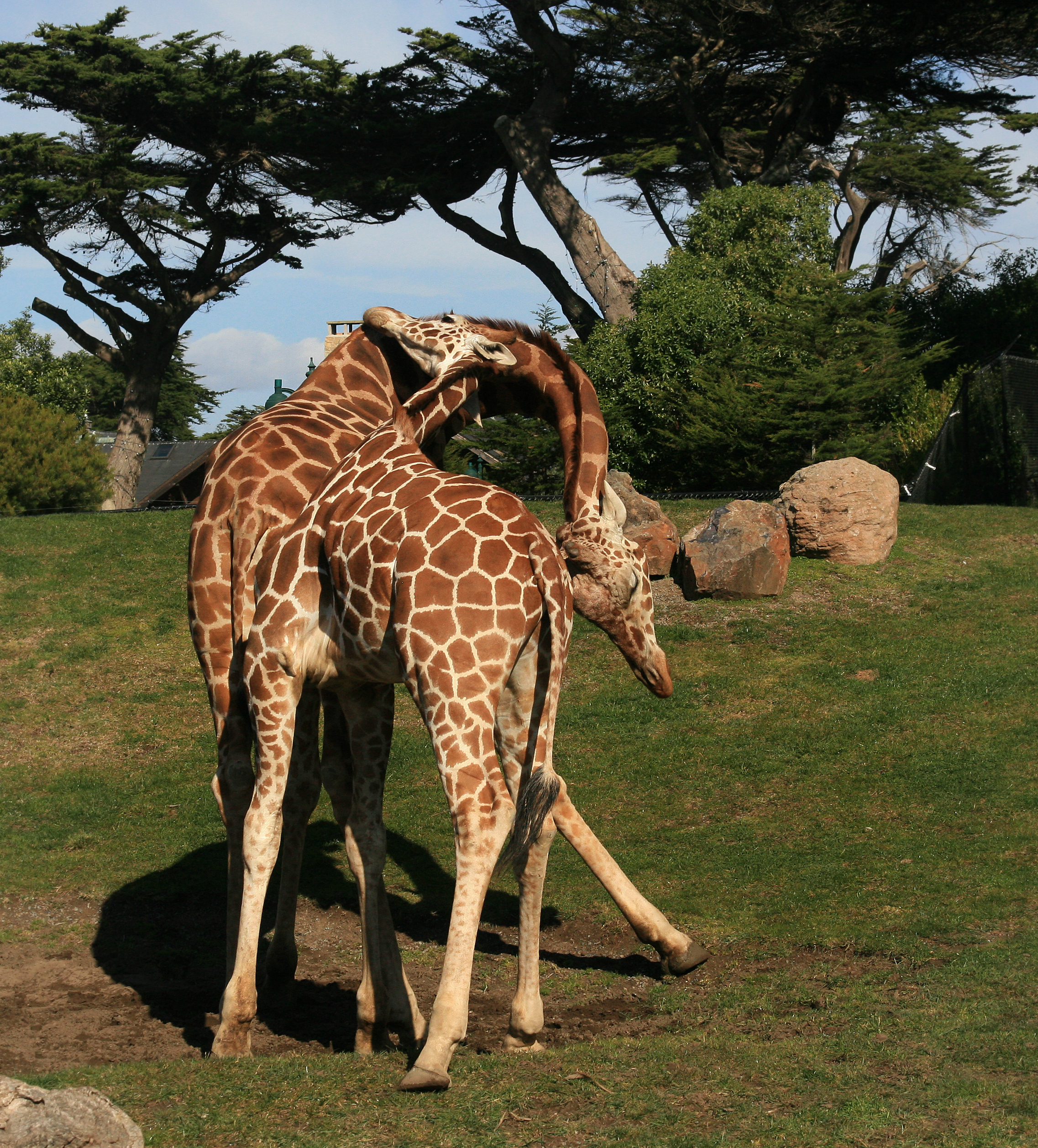
Vetélkedő zsiráfbikák

Jó példa erre az elefántfókák (Mirounga angustirostris) esete: a szaporodási időszak előtt a bikák keményen megküzdenek egymással a kedvező fekvésű partszakaszokért. Aki ugyanis kedvezőbb fekvésű partszakaszt birtokol, annak több (akár 100) tehén jut („hárem”), mivel az ilyen helyeket az utóbbiak előnyben részesítik. Az eredmény: az elefántfóka bikák kétszer-háromszor nagyobbak, mint a tehenek.
Az intraszexuális szelekció esetén tehát általában a hímek között „dől el”, hogy mely nőstényekkel párosodnak és ebbe az utóbbiaknak kevés „beleszólásuk” van, viszont ily módon a nőstények általában mindig a legrátermettebb hímeket kapják (így „elégedettek” lehetnek). Ezt megerősítik a megfigyelések is: egy nőstény inkább „elmegy” egy domináns hímhez második, harmadik vagy sokadik nősténynek, mint egy kevésbé dominánshoz elsőnek. Elefántfókáknál figyelték meg, hogy ha a háremhez egy idegen, szubdomináns hím közeledik, akkor a nőstények kiáltozással jelzik a „hárem urának” (akit szoktak még szultánnak vagy pasának is nevezni) a behatolót, akit az el is zavar.
A fentieket Patricia Brown amerikai pszichológus állatkísérletei is megerősítették. Brown és munkatársai szíriai aranyhörcsögök hímjeit párosával összeengedték, hogy az egymás közötti harcaik során kialakuljon közöttük a dominancia-rangsor. Ezek után a hímeket kis „kifutókba” tették, amelyekben viszont egy kis hámmal megakadályozták a szabad helyváltoztatásukat és nem is láthatták egymást. Az egyes kifutók egy közös térre nyíltak, ahová ovuláló nőstényeket helyeztek el egyesével. Ezzel a kísérlettel arra voltak kíváncsiak a kutatók, hogy ha csak a nőstényeken múlna a választás, akkor vajon milyen hímet választanának maguknak? Azt kapták eredményül, hogy a nőstények mindig a legdominánsabb hímet választották. A kutatók feltételezik, hogy a nőstények „kiszagolták” a domináns hímet, amelyből viszont feltételezhetően jellegzetes illatanyag (feromon – a „dominancia illata”) áradt.
Az is elmondható, hogy egy fajon belül a nemek közötti nagyobb méretkülönbségekért (nemi dimorfizmus, kétalakúság) főleg az intraszexuális szelekció a felelős. Ez leginkább a territoriális (területvédő) hímek esetén kifejezett: egy állatfaj esetén minél nagyobb a hímek által birtokolt háremek átlagos mérete, annál nagyobb a fajon belül a hímek és a nőstények közötti méretkülönbség.
Az intraszexuális szelekció azt is eredményezi, hogy egy populáció nem mindegyik egyede vesz részt a szaporodásban. Például szintén az elefántfókáknál jegyezték fel, hogy a legdominánsabb bikák 6%-a termékenyítette meg a tehenek 88%-át.
Néhány fajnál (ahol a hímek háremet tartanak) az intraszexuális szelekció gyakori velejárója a kölyökgyilkosság (infanticiditás) jelensége. Ez azt jelenti, hogy ha a „hárem ura” megváltozik, akkor az új hím megöli az elüldözött vetélytárs fiatalabb kölykeit. Ennek oka, hogy ilyenkor a nőstények előbb fogamzóképes állapotba kerülnek és az új hím számára hamarabb fognak kölyköket szülni (mivel az új szultánt is szorítja az idő – a „trónkövetelő” vetélytársak azonnal jelentkeznek). Ez a jelenség megfigyelhető például az oroszlánok, a vízilovak, a gorillák, a páviánok, a makákók, a hulmánok és néhány rágcsálófaj között.
Sok állatfajnál nem lehet egyértelműen eldönteni, hogy esetükben melyik fajta nemi szelekció működik. Ez a helyzet a szarvasfélék (Cervidae) és antilopfélék (Antilopinae) esetében is, amelyek hímjei a párosodási időszakban a nőstények előtt küzdenek meg egymással. Általában a győztesek párosodnak, de elképzelhető, hogy a hímek agancsai, teste és mozdulatai is befolyásolják a nőstényeket.
Végezetül pedig az, hogy valamely populációban mely jellegzetességek alakulnak ki a nemi szelekció hatására, nagyrészt a véletlenen múlik, ezt a jelenséget „alapítóhatásnak” nevezik a biológiában.

## Nemi szelekció az állatvilágban

### Nemi szelekció a gerinctelenek között
A nemi szelekció csak az ivarosan szaporodó fajok között létezik és az alacsonyabb rendű állatoknál kevésbé kifejezett vagy látványos. Ennek oka nagyrészt az, hogy náluk az ivadékgondozás viszonylag kis ráfordítást igényel. Ez legtöbbször abban merül ki, hogy a petéiket valamely biztosabb helyre rakják le: nagyszámú utódaikat ezután gyakorlatilag rábízzák az elemekre és a véletlenre.
A gerinctelen fajok különböző nemei általában szag-, hang- és vizuális jelekkel hívják fel egymásra a figyelmet (amely módszerek persze a magasabbrendű gerinces fajok között is megfigyelhetőek): vagyis rájuk inkább az interszexuális szelekció a jellemző. A gerinctelenek legnagyobb fajgazdagságú törzsét az ízeltlábúak adják, így a példákat könnyebb közülük választani.

#### Szagjelek
Szagjeleket főleg a repülő rovarok használnak. A fajok legtöbbjénél a hímek [a selyemlepkéknél (Bombyx mori) a nőstények] jellegzetes anyagokat bocsátanak ki (ezeket általánosságban feromonoknak nevezzük), amelyeket a nőstények megfelelő receptorok segítségével érzékelnek, és képet kaphatnak általa a hímről. A feromonok hatóanyaga és hatótávolsága legtöbbször fajspecifikus. Ebben a versengésben azok a hímek a sikeresebbek, amelyek minél több nőstényt tudnak minél nagyobb távolságról magukhoz csábítani.
Az illatok azonban sokszor a ragadozók figyelmét is felkelthetik, és emiatt nem érdemes annak intenzitását egy szint fölé emelni. E hátrány kiküszöbölésére sok faj erősen fajspecifikus feromonokat használ, amelyeket csak saját fajtársaik tudnak érzékelni. (A feromonokat a mezőgazdaságban a rovarirtáshoz is felhasználják: segítségükkel csalják csapdába valamely kártevő rovarfaj hímjeit.)

#### Hangjelek

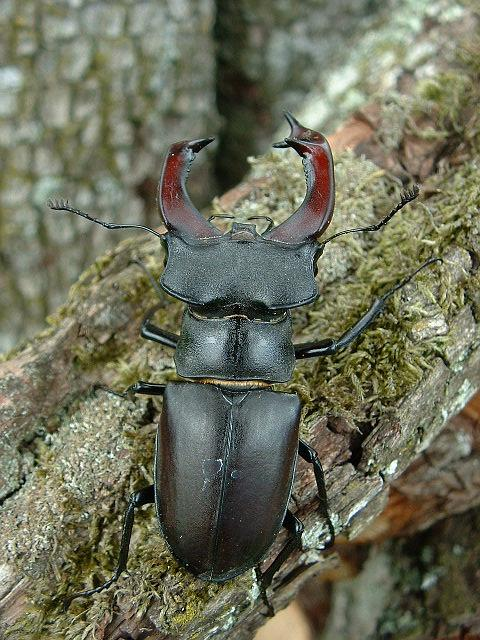
Hím szarvasbogár.

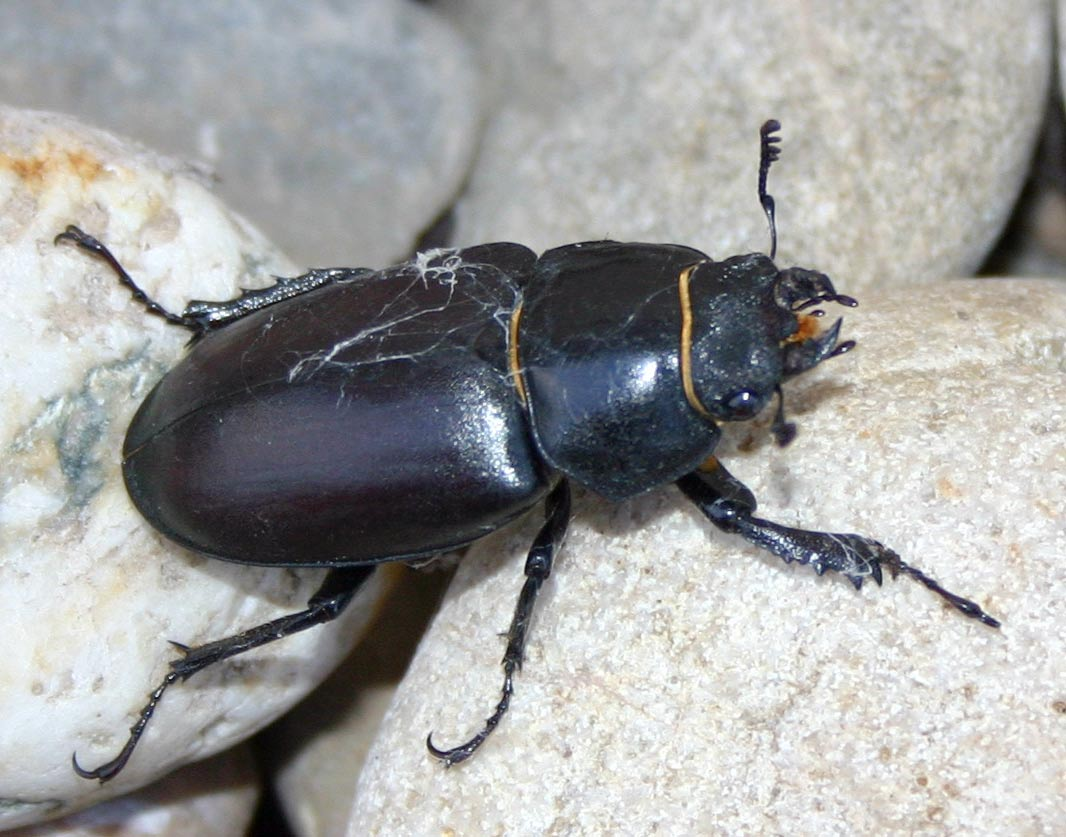
Nőstény szarvasbogár.

Egy másik hatékony módszer a nőstények figyelmének felhívására a gerinctelenek között a hangképzés. Az ízeltlábúak között ennek nagyon jó példáját adják a kabócák és a tücskök. A hangjelekről is elmondhatók ugyanazok, mint a szagjelekről: jó, ha nagy a hatótávolságuk [például a lótücsök (Gryllotalpa vulgaris) Y alakú üregből ciripel, hogy hangját minél messzebb lehessen hallani]; de ugyanakkor a ragadozók figyelmét is felhívhatják [például egy észak-amerikai tücsökfaj (Gryllus intiger) a prédája egy parazita légyfajnak (Euphasiopteryx ochracea), amelynek példányai a ciripelő hímekre helyezik petéiket, hogy a kikelő lárvák a tücsök testébe mászva elfogyasszák azt].

#### Vizuális jelek
Vizuális jeleket használnak a közismert nagy szentjánosbogár (Lampyris noctiluca) hímjei, amelyek fényvillanásokkal hívják fel magukra a nőstények figyelmét. Szintén vizuális jelekkel kommunikálnak egymással egy lepkefaj (Pieris protodice) egyedei, amelyek szárnyain ultraibolya fényben látszódó pigment-mintázat található: a hímekén több, a nőstényekén kevesebb. A rovarok látnak az ultraibolya tartományban is, így meg tudják különböztetni egymást, ill. a hímek meg tudják ítélni a nőstényeket azok „ultraibolyaképe” alapján (mivel a nőstények pigmentjei fontos információkat tartalmaznak azok hordozójáról).

#### „Nászajándék” felajánlása
Egyes ragadozó rovarfajok [például egy skorpiólégyfaj (Panorpa latipennis) és egy skorpiófátyolka (Bittacus apicalis)] hímjei „nászajándékot” visznek a nőstényeknek, akik annak minőségéből állapítják meg azok rátermettségét.

#### Letelepedés a szaporodási/táplálkozási hely közelében
Számos rovarfaj hímjei a szaporodási időszakban a fajra jellemző szaporodási (sok légyfaj esetén dögök vagy ürülék) vagy táplálkozási hely (például pollen- és nektárgyűjtő rovarok esetén virágok) közelében köröznek, így várva a nőstényeket, akik előbb-utóbb megérkeznek.

#### Vetélkedés a testi erőben
A testi erőben történő vetélkedés (intraszexuális szelekció) nem ismeretlen, de viszonylag ritka a gerinctelenek (rovarok) között. Egyik példája a szarvasbogár (Lucanus cervus), amelynek hímjei megküzdenek egymással a „szarvaik” segítségével. A hímek célja, hogy riválisukat a torkuknál vagy potrohuknál megragadva elcipeljék a nőstény közeléből és tőle valamivel távolabb jó alaposan "a földhöz vágják". Ennek eredményeképpen a faj hímjei hatalmas „szarvakkal” (módosult rágókkal) rendelkeznek, a nőstények viszont nem.

### Nemi szelekció az alsóbbrendű gerincesek között

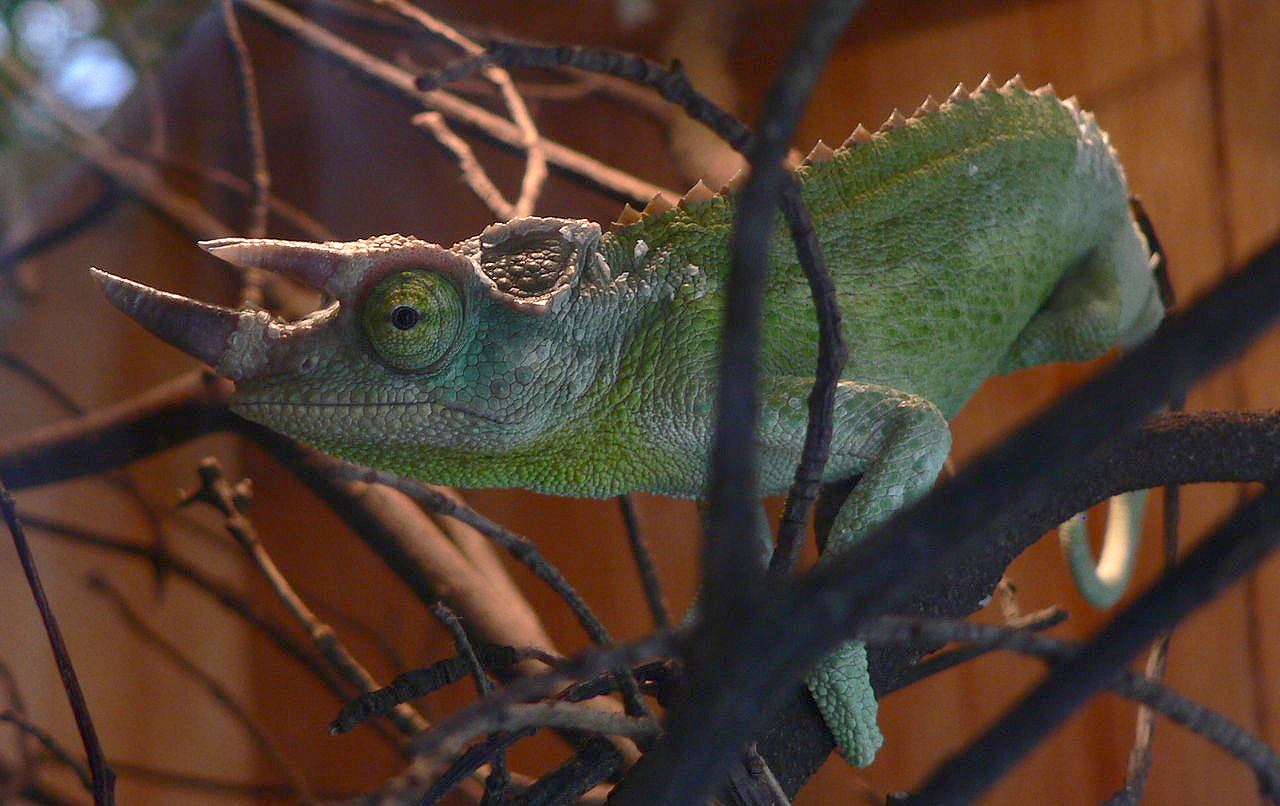
Interszexuális szelekció a hüllőknél – háromszarvú kaméleon.

Az alsóbbrendű gerincesek (halak, kétéltűek, hüllők) között kevésbé látványos a nemi szelekció, mivel a madarakhoz és az emlősökhöz képest sokkal fejletlenebb az ivadékgondozásuk (kivételek persze itt is vannak). Ezen osztályokba tartozó fajok nőstényei általában igen nagyszámú ikrát, petét ill. tojást raknak le, amelyeket ez után gyakorlatilag rábíznak az elemekre és a véletlenre: ily módon utódaiknak csak nagyon kis része éri meg az ivarérett kort, ezért számukra nem éri meg az udvarlásba túl nagy energiát fektetni.
A halakra inkább az interszexuális szelekció a jellemző: vagyis a két nem képviselői a másik testét figyelik (annak méretét, alakját, színeit, mintázatát), és abból próbálják megállapítani egymás rátermettségét. Vannak fajok [például a kölönte (Cottus bairdi)], amelyek hímjei territoriálisak: ők ívóhelyet őriznek.
A kétéltűek közül a békák hímjei elsősorban hangjelekkel hívogatják a nőstényeket: közülük azok a sikeresebbek, amelyeknek a hangja a legmesszebbre hallatszik. Náluk is nagyobb azonban annak a lehetősége, hogy a hímek ragadozók zsákmányául esnek, ezért vannak néma fajok is. Vannak békafajok, amelyek hímjei territoriálisak is: szaporodásra alkalmas vizes élőhelyet őriznek.
A hüllőknél előfordul mind az intra-, mind az interszexuális szelekció: a hímek megküzdenek egymással vagy különféle módokon udvarolnak a nőstényeknek.

### Nemi szelekció a madaraknál

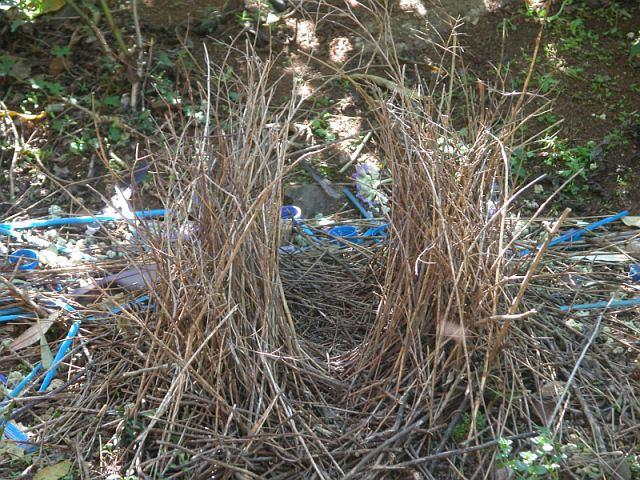
Lugasépítőmadár fészke.

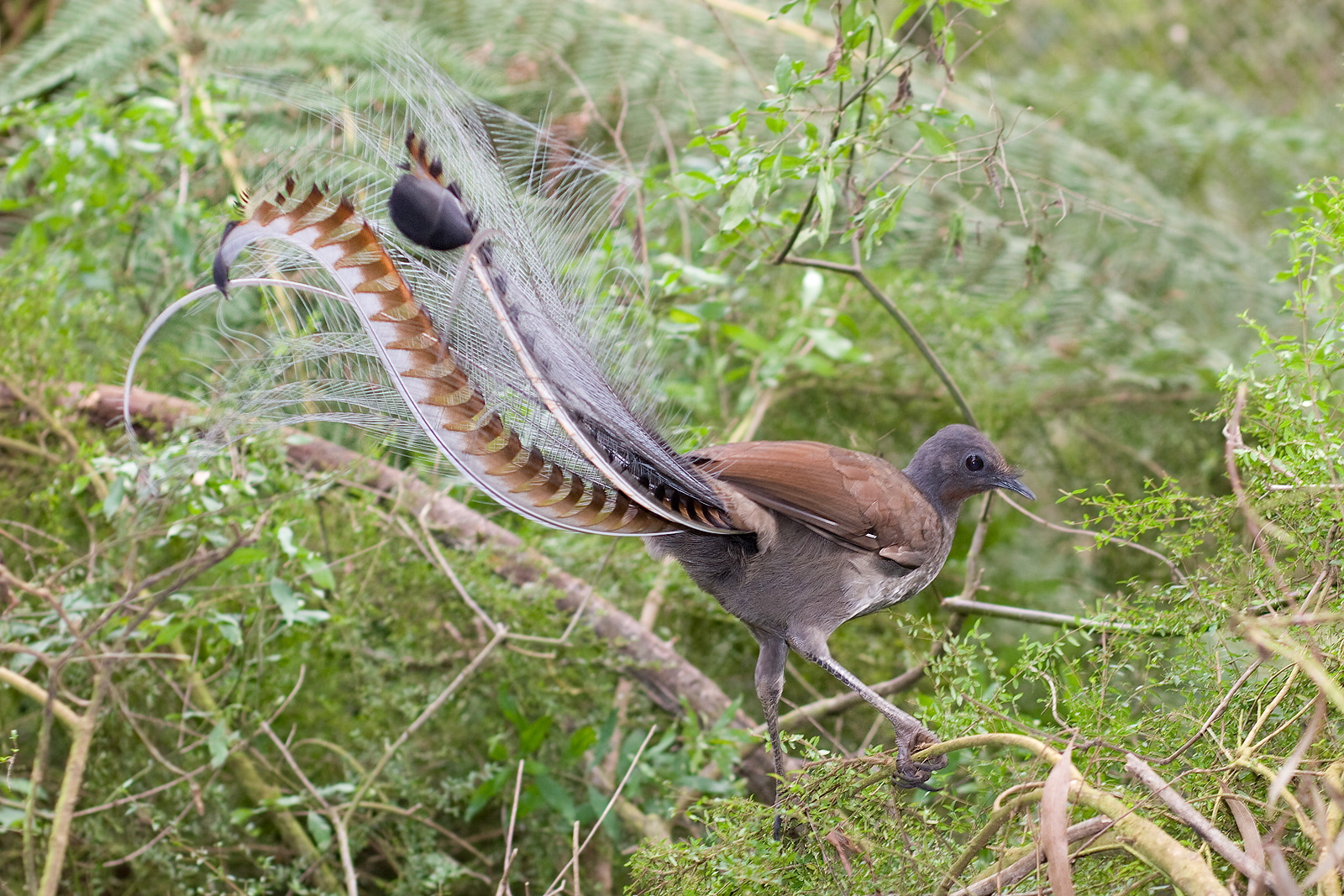
Hím lantmadár.

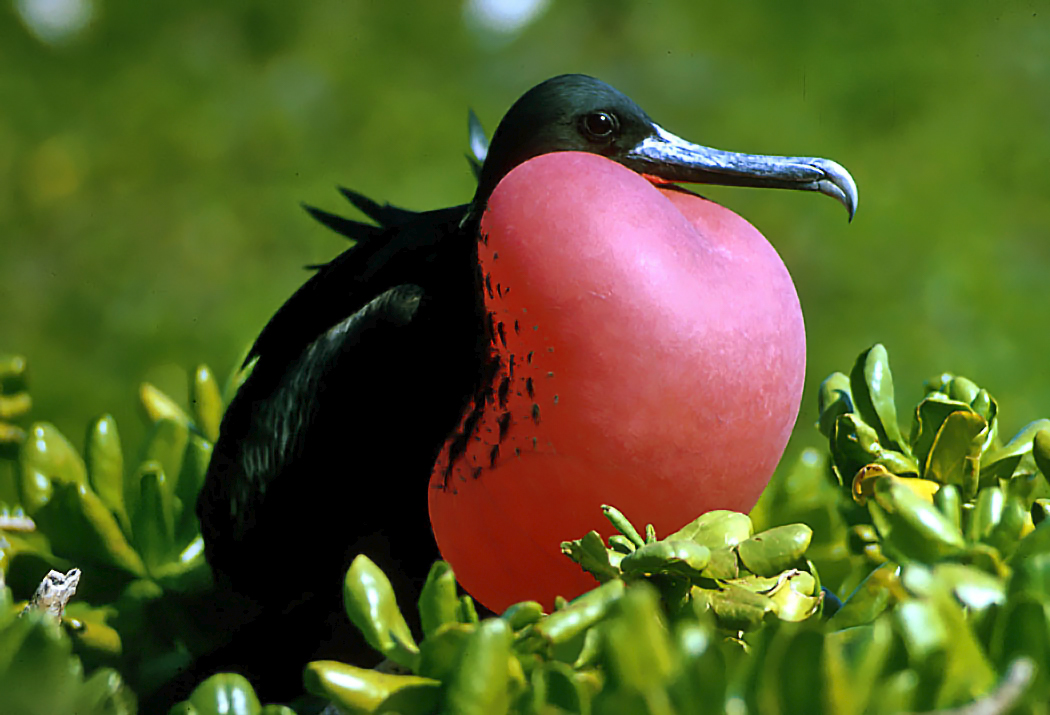
Hím fregattmadár.

A különböző madárfajokra általában az interszexuális szelekció a jellemző, mivel – testfelépítésük miatt – a hímek egymás elleni küzdelme kevésbé lehet hatékony. Ezért a hímek általában a következő módszerekkel próbálják elcsábítani a tojókat:
- Díszes, változatos, sokszor színpompás tollazat [például páva, paradicsommadarak (Paradisaeidae)].
- Énekhang, mely a hímeknél egy másik fontos feladattal is párosul, a területük védelmével (intraszexuális szelekció): egy másik hím számára az énekhang jelzi, ha egy terület foglalt. Ha a betolakodó erre sem ügyel, akkor tettlegességre kerül sor (például az énekesmadaraknál).
- Lugas építése. Egyes fajok hímjei lugast építenek, amelyeket a nőstények szigorú mustrának vetnek alá. Azt a hímet választják, aki a számukra tetszetősebb építményt készítette [például a selyemmadár (Ptilonorhynchus violaceus)], majd a tojó fészket épít, a hím pedig pózol tovább.
- Tánc a tojók előtt (például a darvak vagy a pittafélék).

### Nemi szelekció az emlősöknél
A legtöbb emlősfajra az intraszexuális szelekció a jellemző, vagyis a hímek megküzdenek egymással a párosodás jogáért ill. a nőstényekért (még sok, amúgy békés állatfaj is). Ezért a legtöbb emlősnél a hímek nagyobbak, mint a nőstények. Ez a méretkülönbség azoknál az emlősfajoknál a legnagyobb, amelyek hímjei „háremet” tartanak fenn, ilyen faj például a fóka, a pávián, a gorilla, a lófélék, a szarvasfélék és az oroszlán. Vannak társas állatok [mint például a farkasok és a rókamanguszták (Suricata suricata)], ahol a csoporton belül csak a domináns párnak van joga szaporodni: az ilyen fajoknál ha egy szubdomináns nőstény mégis kölykezni „mer”, akkor a kölykeit megölik.

### Nemi szelekció az emberszabású majmoknál
Azért van jelentősége a nemi szelekció vizsgálatának az emberszabású majmok között, mert ennek segítségével valamiféle elképzelésünk lehet arról, hogy ez hogyan működhetett távolabbi őseink (például az Australopithecus-fajok) között.
Az utóbbi évtizedekben viszonylag sokat megtudtunk legközelebbi rokonaink életéről (Jane Goodall révén a csimpánzokról, Dian Fossey révén pedig a gorillákról), de azért még számos részlet kíván további kutatást. Például nem egészen világos, hogy az emberszabású majmok hímjei és nőstényei (és itt elsősorban a legközelebbi rokonainkról, a csimpánzról és a törpecsimpánzról van szó) mely tulajdonságokat találják egymásban vonzónak, mivel a nőstények sokszor kevésbé domináns hímekkel is közösülnek. A csimpánzoknál megfigyelték például, hogy egy nőstény és egy szubdomináns hím szemkontaktust vesz fel („szemezgetnek” egymással), majd hosszan egy félreesőbb helyre néznek, ahova nem sokkal később titkon elvonulnak egy gyors közösülésre. Mindezt azért így teszik, hogy a domináns hím ne szerezzen róla tudomást.
Az emberszabású majmok nőstényeinél mindazonáltal megfigyelték, hogy azok az alábbi tulajdonságokat részesítik előnyben a hímekben:
- szociális dominancia (amelynek révén képes megvédeni a nőstényt és annak kölykeit);
- barátságosság (amikor egy hím kedvesen bánik a nősténnyel és annak kölykeivel);
- idegenség (ha egy hím kívülről jött a csoportba – feltehetően a beltenyészet elkerülése miatt).[6]

#### Orangután
Az orangutánok a legtávolabbi rokonaink az emberszabású majmok között: a legközelebbi közös ősünk mintegy 12-14 millió évvel ezelőtt élhetett, így őket általában kevéssé veszik figyelembe az őseinkre vonatkozó feltételezések kapcsán. Az orangutánok különben magányos lények: a hímek és nőstények csak a párosodás idejére találkoznak és a nőstények egyedül nevelik kölykeiket. Ennek ellenére a hímek kb. kétszer akkorák, mint a nőstények.

#### Gorilla

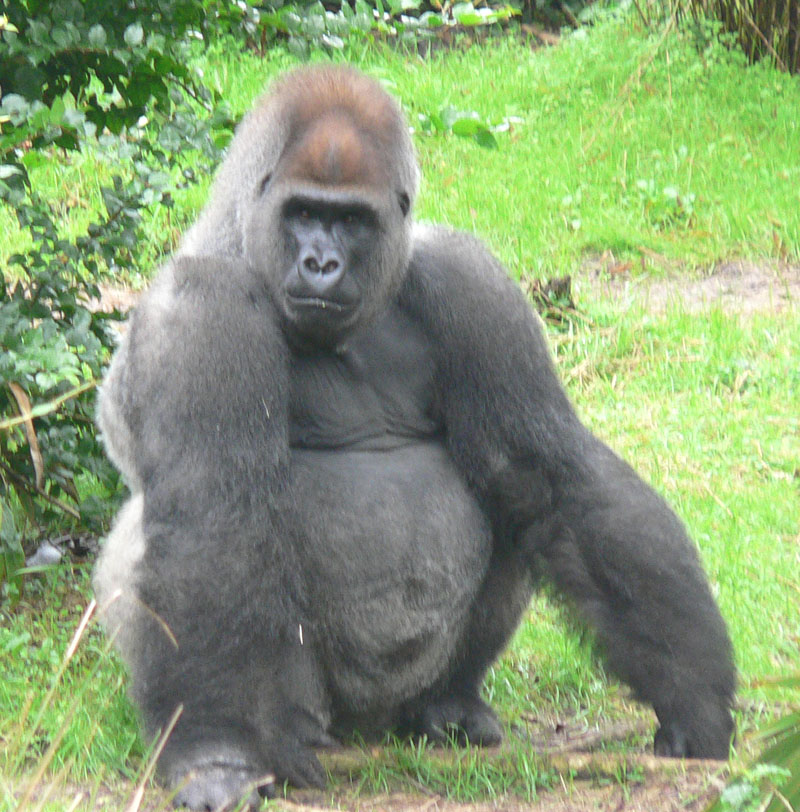
Ezüsthátú gorilla.

A gorillák domináns hímek („ezüsthátúak”) vezette családokban élnek, amelyben a nőstények és azok kölykei élnek. Ezekben a családokban csak egyetlen ivarérett hím van: az ezüsthátú. A hím kölykök a felserdülésüket követően elhagyják a családot. A családfői „tisztséget” a hímeknek egymás közötti küzdelmekben kell megszerezni (és megtartani), ezért testtömegük kb. kétszer, testmagasságuk pedig kb. a harmadával nagyobb, mint a nőstényeké, továbbá hatalmas szemfogaik vannak és a koponyájukon nyílirányú (szagittális, a homlok és a tarkó középpontját összekötő) csonttaraj húzódik.
Az ember és a gorilla közös őse mintegy 9-10 millió évvel ezelőtt élhetett. Ebből arra következtethetünk, hogy az Australopithecus-fajok ősei és –  testi jellegzetességeik alapján – a később megjelent Paranthropus-fajok legtöbbje is hasonlóan élhetett.

#### Csimpánzok

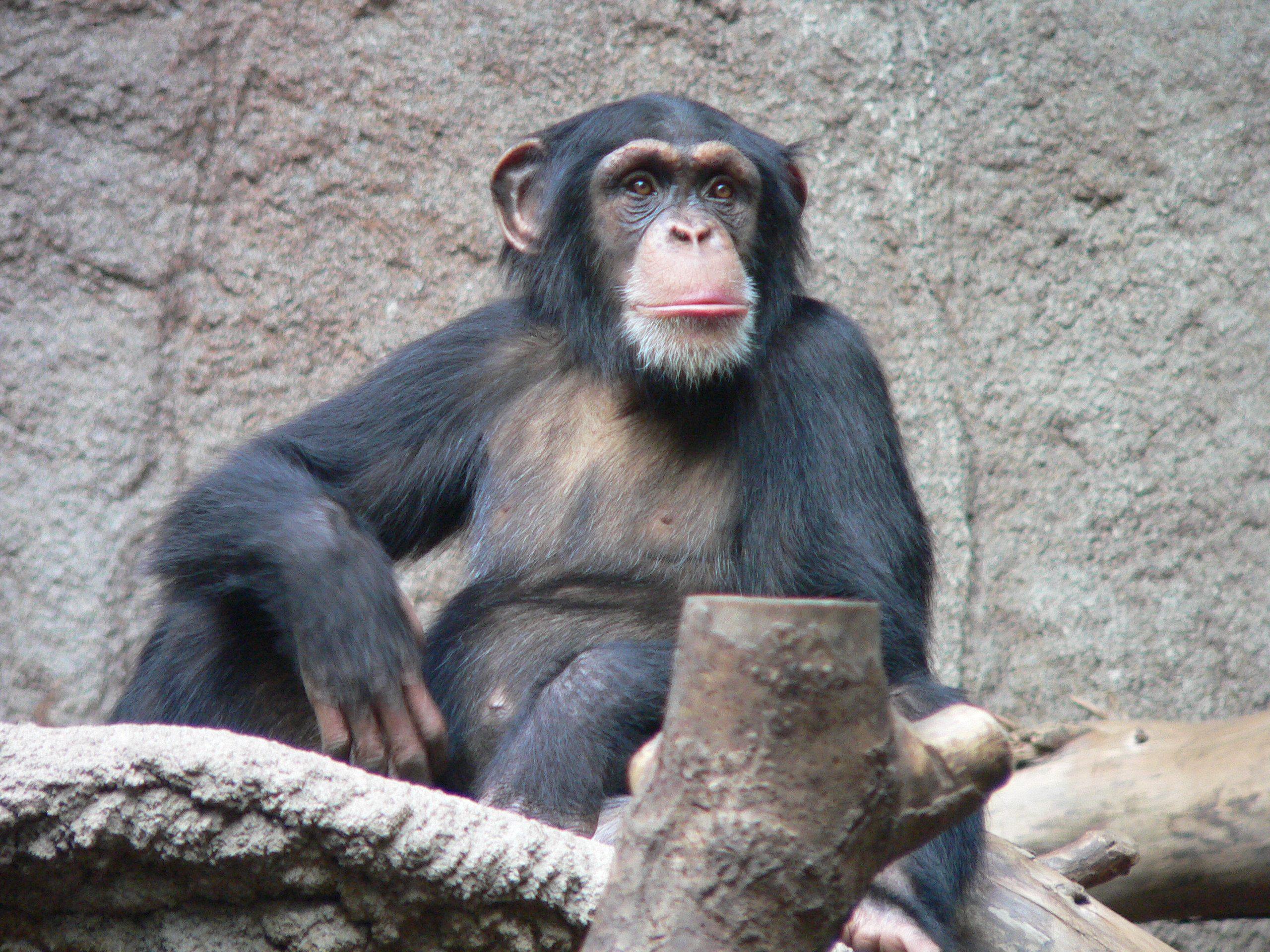
Csimpánz.

A közönséges csimpánzok nemi dimorfizmusa kisebb, mint a gorilláké, viszont nagyobb, mint az emberé. Csoportszerkezetükre az alábbiak jellemzők:
- zárt csoportokban több hím és nőstény él együtt;
- nemi érésük után a hím utódok a csoportban maradnak, a nőstények elhagyják azt;
- a rokon hímek közösen, egymással együttműködve védik a nőstényeket és a csoport területét: ha „járőrözés” közben idegen hímekkel találkoznak (és túlerőben vannak), akkor megtámadják őket, ha nőstényekkel találkoznak, akkor a saját nőstényeik közé terelik;
- a nőstények közötti kapcsolat lazább, a nőstények könnyen csatlakoznak egy csoporthoz, ill. könnyen elhagyják azt;
- egy hím több nősténnyel tart kapcsolatot (poligínia).

A csimpánzok és az ember közös őse kb. 6-7 millió évvel ezelőtt élhetett, néhány millió évvel az Australopithecus-fajok megjelenése előtt. Ebből arra következtetnek az antropológusok, hogy az utóbbiak csoportszerkezete a csimpánzokéra hasonlíthatott. Ha jobban megnézzük, akkor ez a csoportszerkezet már átmenetet jelent a gorillák poligámiája és az emberre jellemző monogám férfi-nő kapcsolat között.
Mivel a csimpánzok csoportjait egymással együttműködő hímek vezetik (mert táplálékuk viszonylag nagy területen szétszóródva található), ezért a csoportban nem lenne előnyös a csoporton belüli túlzott agresszió, ezért ez törzsfejlődésük során erősen mérséklődött (feltehetően a rokoni kapcsolatok miatt, a csimpánzoknak kisebbek is a szemfogaik), illetve szükségszerűen átalakult (főleg a csoporton kívüli hímekre irányul).
A közönséges csimpánzok csoportjaiban mindegyik hím párosodhat: rangsor szerint, de gyakran előfordul, hogy a domináns hím „kísérgeti” (kisajátítja) az ösztruszban levő nőstényeket – „jegyesség” (elvonul velük). Ezért a csimpánzok hímjeinek az emberszabású majmok között hosszúnak számító, erektált állapotban kb. 8 cm hosszú péniszük és – a gyakori közösülések miatt – kb. 120 g tömegű (ez a főemlősök között – az embert is beleértve – a legnagyobb) heréik alakultak ki. (A férfiak heréi mintegy 40 g tömegűek, vagyis kb. harmadakkorák, mint a kb. 45 kg tömegű hím csimpánzoké, és csak valamivel nagyobbak, mint a kb. 200 kg tömegű hím gorilláké.)
Ennek oka feltehetően az lehet, hogy az a hím csimpánz nemzhet nagyobb eséllyel utódokat, aki minél mélyebbre és minél több spermát juttatott a nőstények vaginájába (a főemlősök között szintén a hím csimpánzok ejakulátuma a legnagyobb mennyiségű). A jelenség a „spermakompetíció” egy változata.
A csimpánzoknál jóval nagyobb testű ezüsthátú hímgorilláknak „elegendő” a feleakkora hosszúságú (3–4 cm) pénisz és a sokkal kisebb herék is, mivel a családban a szaporodás joga (és lehetősége) csak őt illeti és a nőstények viszonylag ritkán kerülnek ösztruszba, így biztos lehet benne, hogy nőstényeinek kölykei csak tőle származnak.

#### Törpecsimpánz

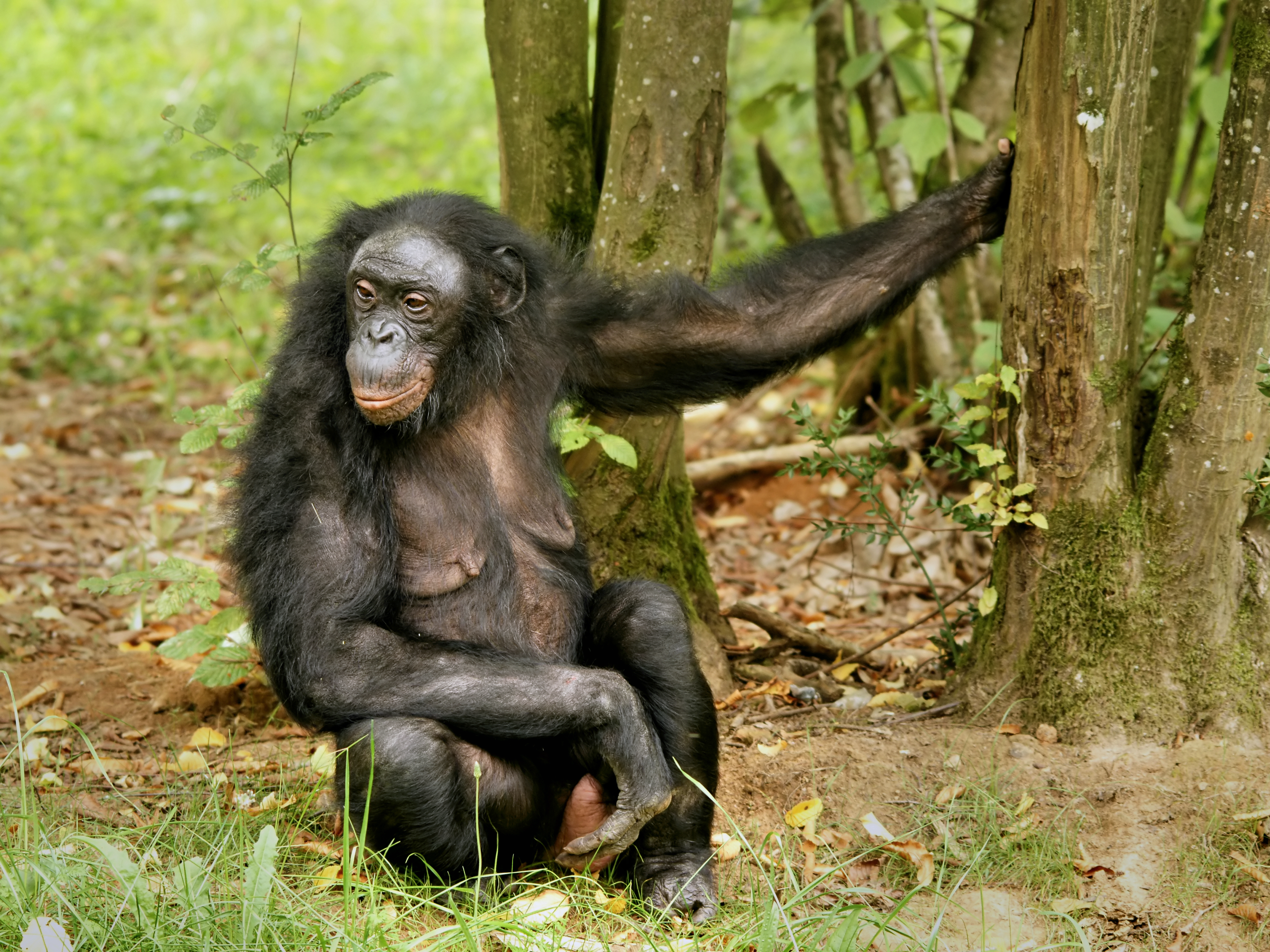
Törpecsimpánz.

A törpecsimpánzok (bonobók) csoportszerkezete és testfelépítése nagyon sokban hasonlít a csimpánzokéra, ám a hím-nőstény kapcsolat szorosabb, a hímek kevésbé agresszívek, és a nőstények zártabb csoportot alkotnak. A törpecsimpánzok az állatvilág legszexuálisabb lényei, amit egy 19. századi misszionárius (a meglehetősen prűd Viktoriánus-korban) a következő kifejezéssel jellemzett: „arcátlanul buják”. Ez alatt azt értette, hogy a törpecsimpánzok a teljes promiszkuitás hívei, és közöttük minden órára kb. 5 közösülés esik.
A törpecsimpánzok ismerik és gyakorolják a szex szinte minden formáját: az önkielégítést, a kölcsönös önkielégítést, sőt nem ritka közöttük az azonos neműek közötti nemi kapcsolat sem. Vagyis a törpecsimpánzoknál megjelent a szex örömszerző jellege: náluk a nőstények a peteérésükön és a szoptatási időn kívül is hajlandóak a szexre (igaz, ilyenkor általában csak valamilyen „ajándék” ellenében). Végezetül pedig az emberszabású majmok közül egyedül a törpecsimpánzok képesek szemtől szemben pozícióban közösülni. A törpecsimpánzok tulajdonképpen megvalósították a hippi-korszak „szeretkezz, ne háborúzz” jelszavát.
A törpecsimpánzok és a csimpánzok közös ősei mintegy 2-3 millió évvel ezelőtt élhettek, így az emberrel közös őseik kb. 6-7 millió évvel ezelőtt. A törpecsimpánzok, a csimpánzok és az ember között a génkészlet 98-99%-ban egyezik meg.

## Nemi szelekció az embernél

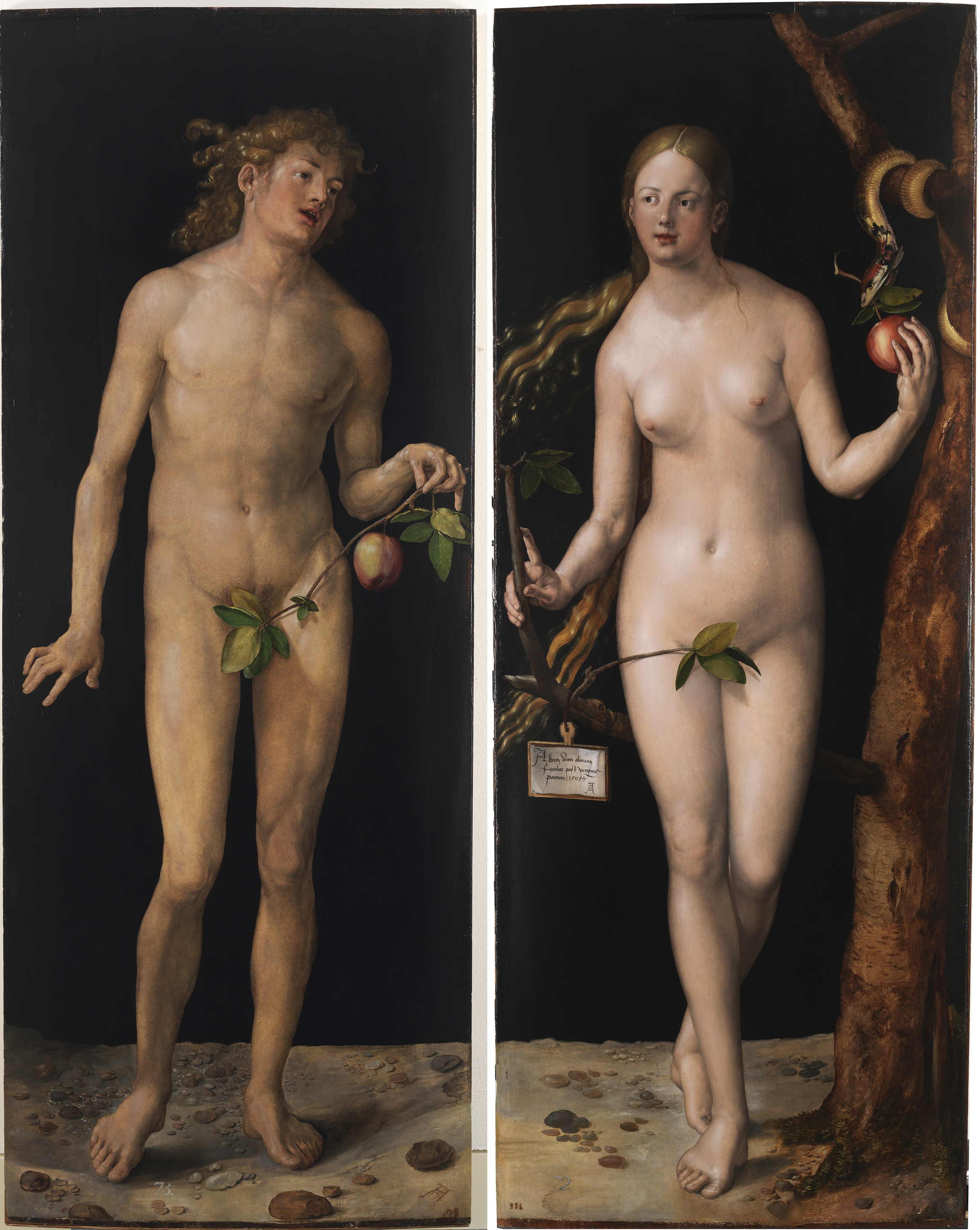
Albrecht Dürer: Ádám és Éva

A nemi szelekció az embernél is működik, ebben sem vagyunk kivételek az állatok között. A párkeresésben a férfiakat és a nőket is ugyanazok a (nem tudatos) motivációk vezetik, mint az állatokat: vagyis a férfiak minél több nőt szeretnének megtermékenyíteni, a nők pedig biztosítva szeretnék látni (egészséges) gyermekeik felnevelését.
Mely állatfaj csontvázából lehet annak ivarát meghatározni az emberén kívül? S e nagy különbség, mely a szervezet két legnevesebb részén, az agyon és a csontvázon kezdődik, végigmegy egészen. A nő testének aránylag sokkal tetemesb része van nemi célokra alkotva. Vére testsúlyához képest több, keringése gyorsabb, hőmérséklete magasabb, véralkata idegesebb

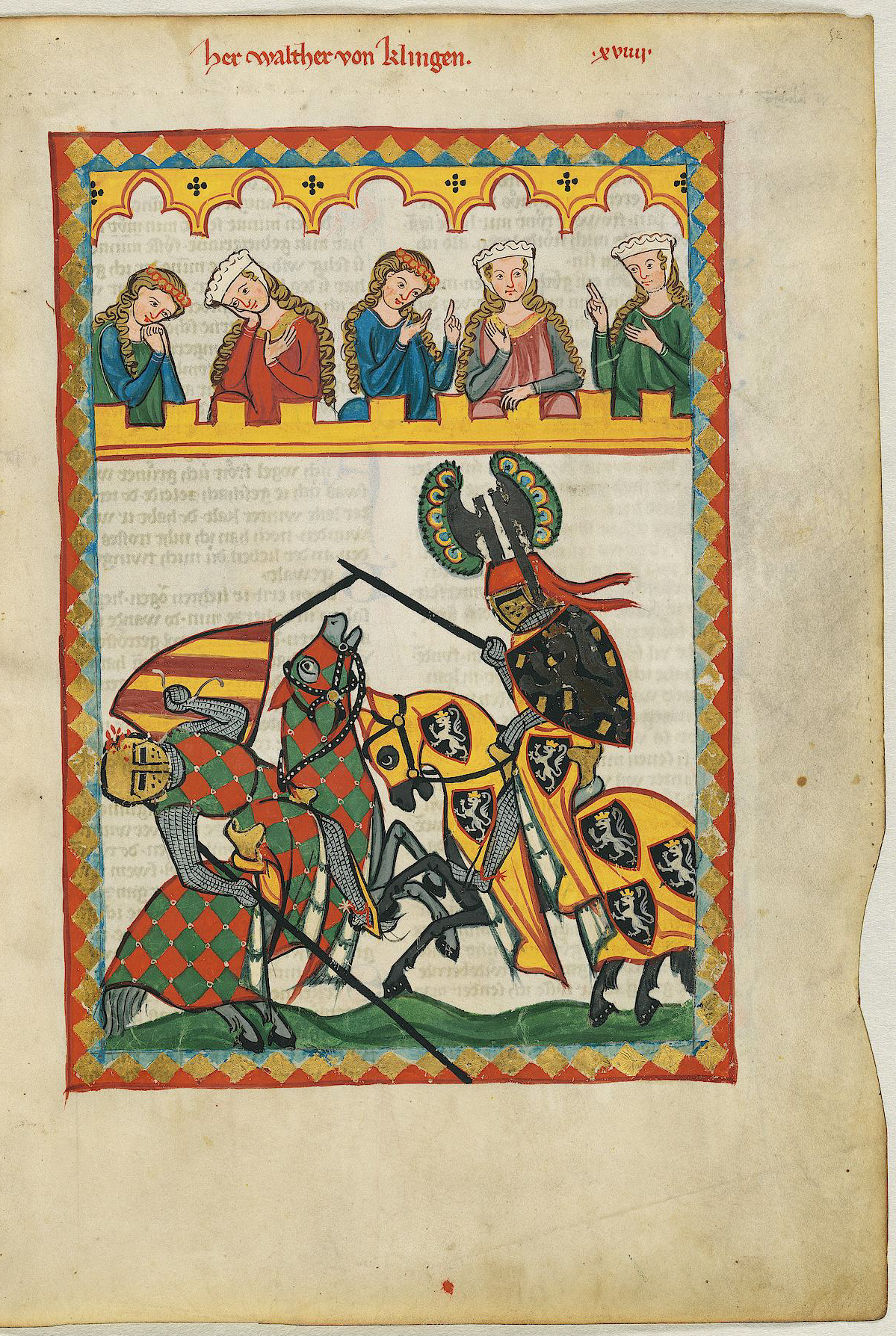
Középkori lovagi torna: egy fajtája az akkori elithez tartozó férfiak egymás közötti rituális versengésének.

Az embernél a nemi dimorfizmus kismértékű (10…15%), ami beleillik abba a csökkenő tendenciába, miszerint ez a hozzánk közelebbi rokonságban levő emberszabású majmoknál is egyre kisebb. Ez azt mutatja, hogy az emberi csoportokban erősen lecsökkent a hímek közötti agresszió és visszaszorult a poligámia. A jelenség feltehetően csoportszelekció révén fejlődött ki és alapja a női szervezet (elsősorban hormonális) változásában keresendő. A nők és más főemlősök nőstényei között mindenekelőtt a következő fő különbségek figyelhetők meg:
- a nők peteérésének nincs semmilyen jól, egyértelműen érzékelhető (látható, szagolható) jele (például a csimpánzok nőstényeinél ezt az jelzi, hogy a fartájékuk élénkpiros lesz – a hím csimpánzok ettől jönnek izgalomba);
- a nők a peteérés időszakán kívül is szívesen közösülnek;
- a nők mellei a szoptatási időszakon kívül is meglehetősen nagyok.

Ezen tulajdonságokkal a nők tkp. „elérték”, hogy állandóan magukon tartsák a férfiak figyelmét, ui. az állatvilágban a hímeket csak akkor érdeklik a nőstények (és viszont), amikor azok szexuálisan fogékonyak és ezt megfelelőképpen jelzik – a nők ugyanakkor az állatok nőstényeinél jóval gyakrabban „fogékonyak”, és a termékeny voltukat jelző nemi szignálok (ld. alább) a nemi ciklusuktól függetlenül állandóan (bár az állatok nőstényeinél sokkal finomabban) „jeleznek”.
Másrészről pedig a nők peteérésének „rejtettsége” értelmetlenné teszi a férfiak egymás közötti agresszív vetélkedését a szaporodás jogáért, mivel egy férfi sohasem lehet biztos benne, hogy a közösülésük után ő termékenyítette meg a nőt. Ez annál is inkább így van, mivel az embernél 1000…2000 közösülésre jut egy megtermékenyülés, az emlősök legtöbbjénél ez egy, maximum néhány alkalmat igényel – kivéve az oroszlánt, ahol szintén többezres nagyságrendű ez a szám. Bizonyossága akkor lesz nagyobb (de ritkán 100%), ha minél többször közösül ill. kölcsönös kötődésen alapuló kapcsolat alakul ki közöttük.
A fentiek miatt a férfiaknak feltűnően hosszú (és vastag), merev állapotban átlagosan 12–18 cm hosszú péniszük és viszonylag nagy méretű heréik fejlődtek ki, továbbá kialakult a zárt csoporton belüli, monogám férfi-nő kapcsolat. Ez akkor is igaz, ha abszolút többségben (83%) vannak a poligám társadalmak: valójában azokban is csak az igazán befolyásos („domináns”) férfiak élnek többnejűségben, a többségnek csak egy felesége van – el is kell tartani őket, és ezt csak a leggazdagabbak engedhetik meg maguknak. Ezért inkább pontosabb az emberrel kapcsolatban a Jared Diamond által használt „enyhe többnejűség” kifejezés, amit a férfi és a női testméretek közötti mintegy 10%-os különbség, a pénisz és a herék méretei, valamint a félrelépések gyakoriságai is sugallnak (az 1940-es években végzett vizsgálatok szerint a monogámnak tartott amerikai társadalomban az újszülöttek mintegy 10%-ának nem az anya férje volt a biológiai apja). Más emlősfajnál (például a gibbon) a monogámia a pár elkülönülésével jár.
Végső soron tehát a nők peteérésének rejtettsége nagyban hozzájárult ahhoz, hogy összetett emberi csoportok alakulhassanak ki. A fentiekkel összhangban a két nem képviselői az embernél is más és más szemmel „méregetik” egymást, hogy megtudják, ki a legalkalmasabb számukra ill. más és más jeleket küldenek egymás felé.

### Nők

#### A nőies testalkat jellemző vonásai

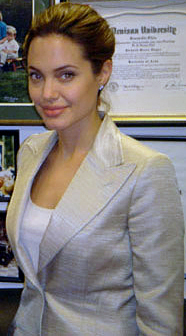
Angelina Jolie amerikai színésznő. Korunk egyik női szépségideálja.

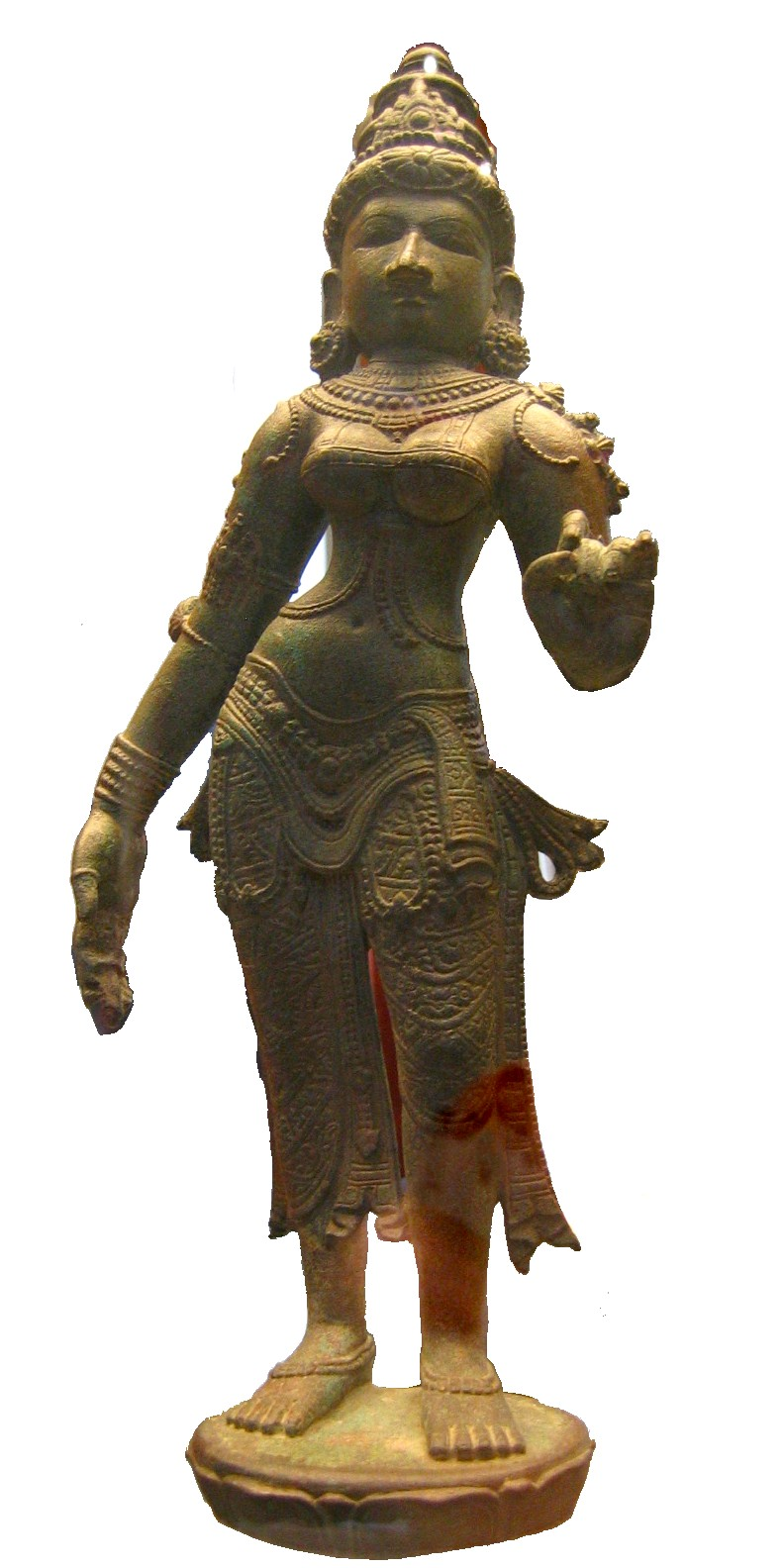
Hindu istennő szobra (Laksmi). Figyeljük meg rajta a rendkívül kihangsúlyozott nőies vonásokat!

Mint a fentiekből kiderül, a nők sokkal finomabb jeleket használnak a férfiak felé, hogy termékeny voltukat kimutassák (megnehezítve ezzel azok dolgát). Általában véve a női termékenység legjobb mutatója a női test ösztrogénszintje, ennek megfelelő mértéke a női test alakján a következő módokon mutatkozik meg (a már említett szimmetrián túl):
- a derék- és csípőméret hányadosának értéke 0,7 körül van;
- az arc felépítésében a lágy vonások az uralkodók: nagy szem, telt ajkak, közepes méretű orr, közepes méretű áll, széles arc, viszonylag széles járomcsont;
- nagyobb mellek;
- gömbölyű fenék;
- gyér testszőrzet,
- szép haj, bőr.

A fenti vonások tehát azok, amelyek a férfiak figyelmét felkeltik ill. amelyektől azok izgalomba jönnek. Más szavakkal: ha a férfiaknak módjuk lenne a női testet „megtervezni” (ami már nem a fantasztikum világa), akkor ezeket a testi vonásokat hangsúlyoznák ki, de különösen a melleket.

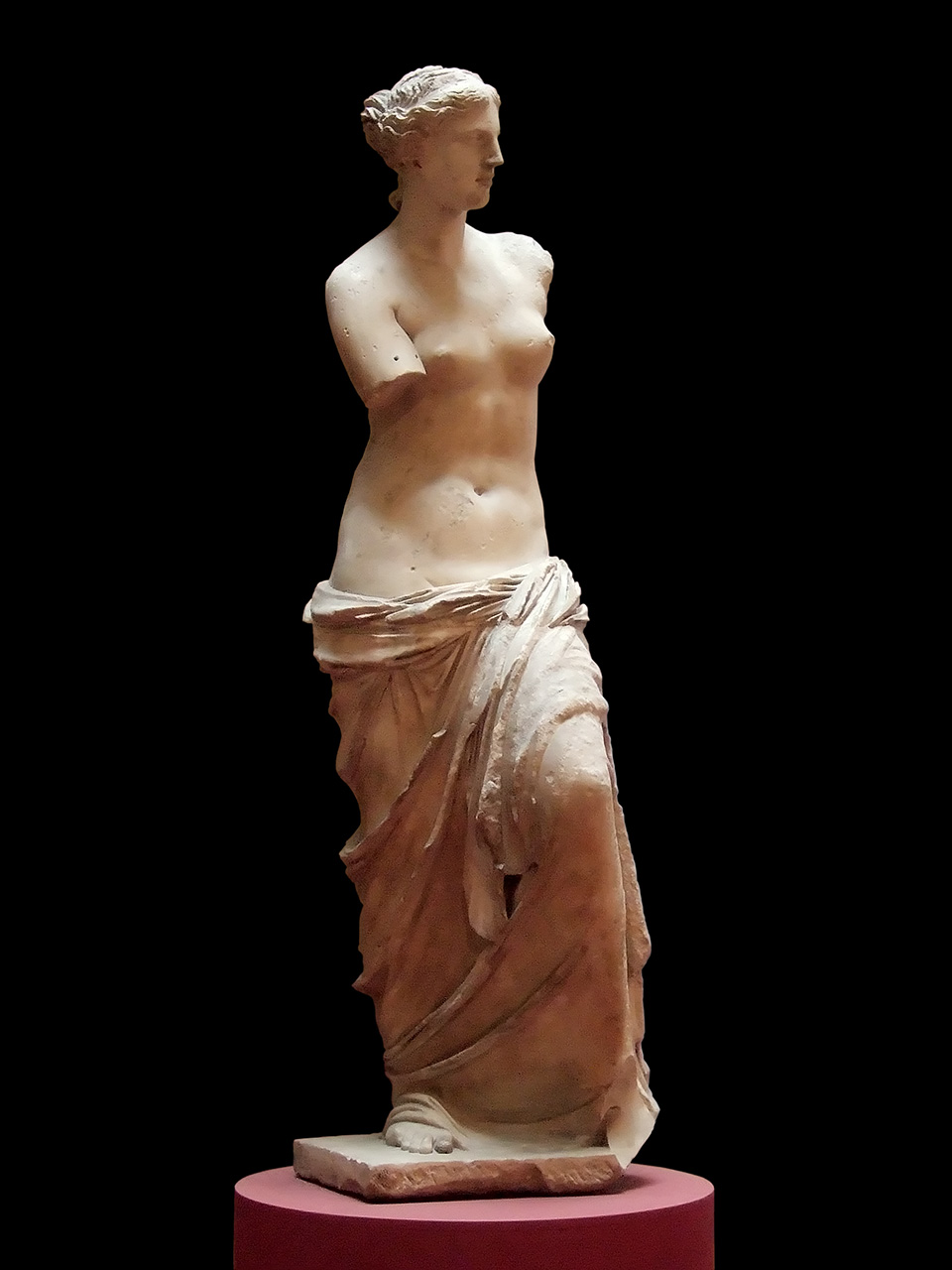
Az antik görög női szépségideál megtestesítője: a csonkán is gyönyörű milói Vénusz.

A nőies vonások a serdülőkorban alakulnak ki, jelezve ezzel, hogy tulajdonosuk nemileg érett és egészen a menopauzáig, vagyis a teljes termékeny állapot során megmaradnak (fontos megemlíteni, hogy a menopauza jelensége szintén csak az embernél figyelhető meg – az állatvilágban a reproduktív kor az életkorral egyezik meg).
A mellek és a gömbölyű fenék formáját tkp. bőr alatti összefüggő zsírszövet adja, ami a kérdéses helyeken rakódik le (a jelenség látványos formája a koiszan nőknél gyakori zsírfarúság – steatopygia). Ennek a zsírszövetnek a jelenléte jelzi a férfiak felé, hogy tulajdonosa egészséges és jól táplált (ennek az ősi időkben nagyobb jelentősége lehetett). Éhezés esetén (például anorexia esetén is) ui. a kérdéses zsírszövet eltűnik, ami azt is jelezheti, hogy akkor az illető hölgy nemi ciklusa rendszertelenné vált.
Mivel lágy szövetekről van szó, ezért azt sajnos nem tudjuk pontosan, hogy a fenti jellegzetességek mikor alakulhattak ki. Egy elképzelés szerint „jelentőségük” talán a két lábon való járással (4-6 millió évvel ezelőtt) és/vagy az ovuláció egyéb külső jeleinek eltünedezésével kezdett el növekedni, mivel ekkor váltak láthatóvá a mellek és alakultak ki az erőteljesebb farizmok. Arra pedig, hogy a zsírszövet a nőknél miért nem inkább a hason halmozódik fel (mint a férfiaknál), az lehet a válasz, hogy a régi időkben a férfiak az ilyen nőket talán terhesnek nézték, és ezért nem közeledtek hozzájuk.

#### A női szépítkezés
A jellegzetes női vonások minden kor és kultúra szépségideáljain észrevehetőek, és azt jelzik a férfiak felé, hogy tulajdonosuk mennyire fiatal, egészséges és termékeny, ezért a nők minden időben különféle módokon igyekeznek is kihangsúlyozni ill. megőrizni őket (tkp. ezen törekvéseken alapul a szépségipar):
- a megfelelő derék- és csípőméret eléréséhez, kihangsúlyozásához régen fűzőket, ma inkább a testmozgást (esetleg plasztikai sebészetet) használják;
- a szem és az ajkak látszólagos méretét megfelelő sminkeléssel növelik;
- a mellek látszólagos méretét különféle melltartókkal, dekoltázzsal;
- a gömbölyű feneket feszes szabású ruházattal;
- a minél kisebb testszőrzetet epilálással.[17]

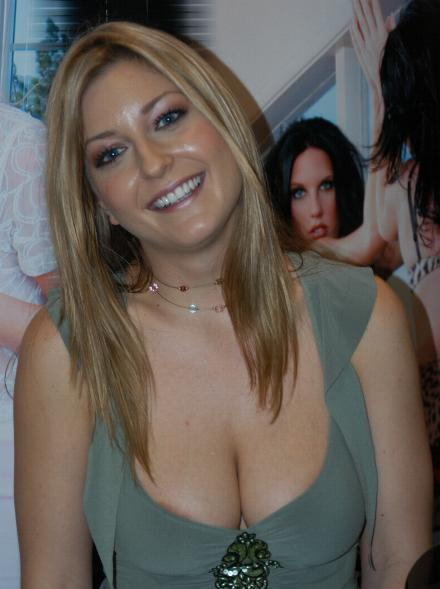
Csábos dekoltázs (Avy Scott).

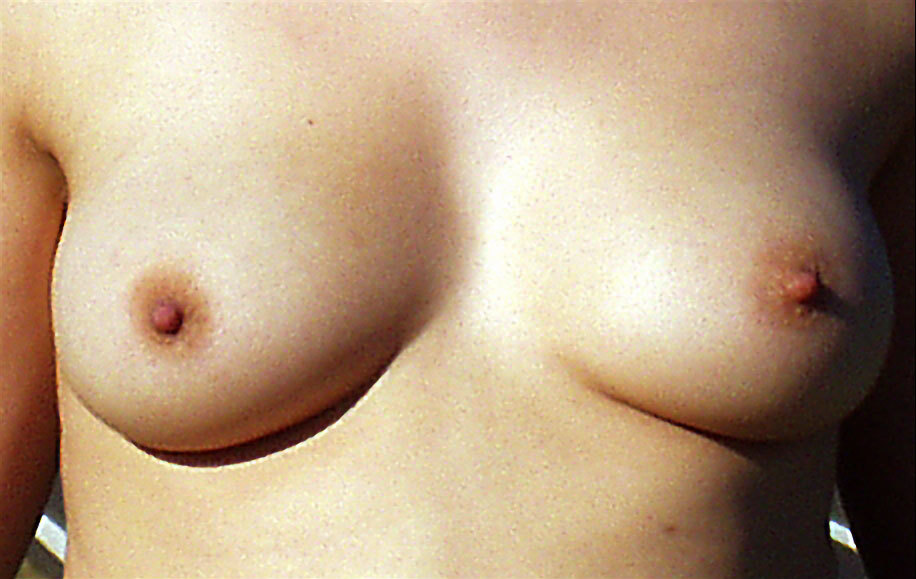
Női mellek.

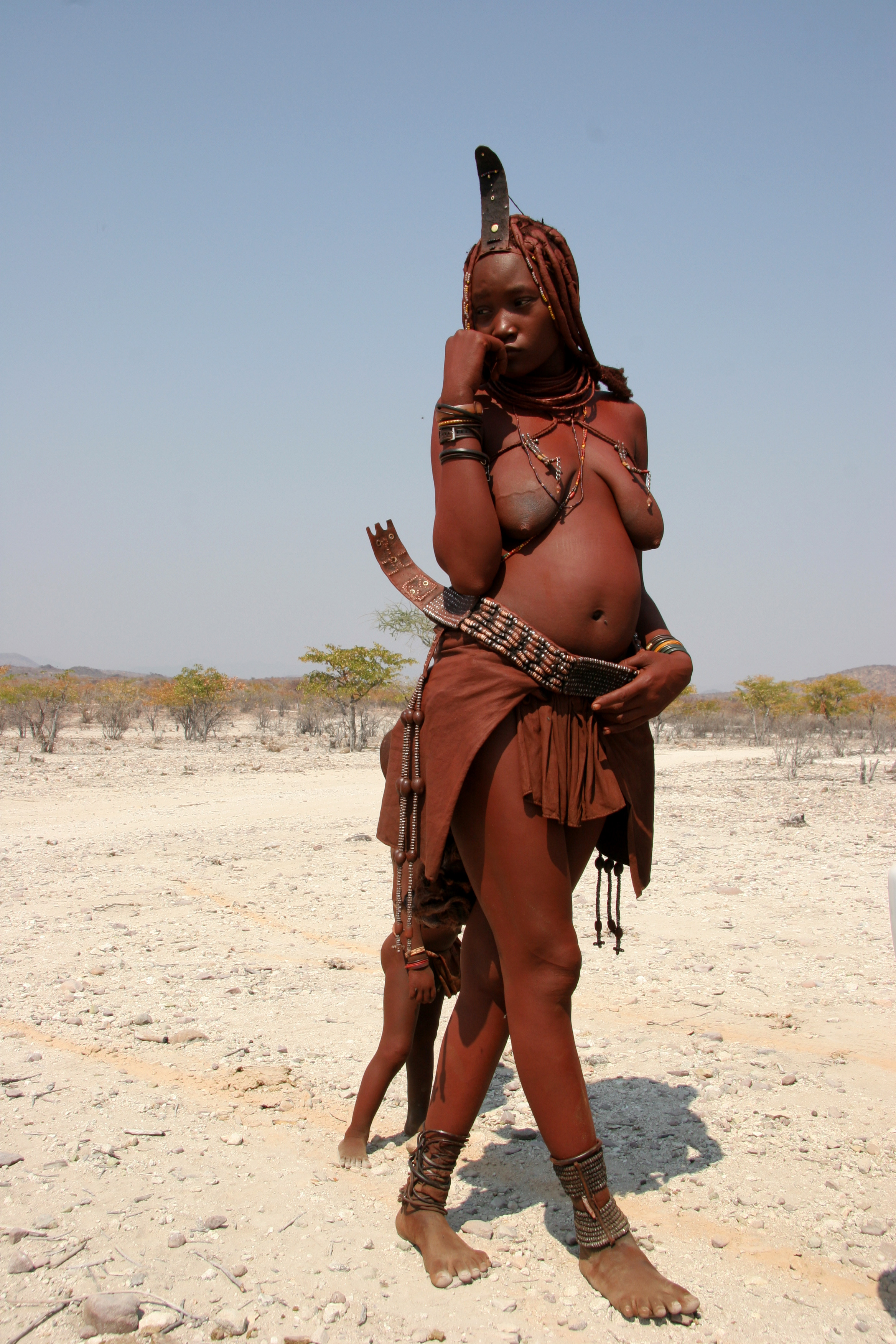
Himba szépség Namíbiából.

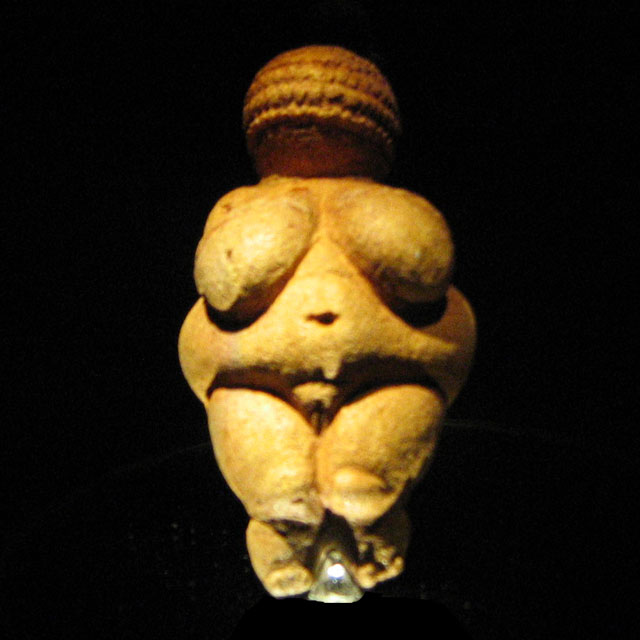
A Willendorfi Vénusz: talán a pleisztocén szépségideálja?

A nőies testalkat tetszetős vonásait legtöbbször nagyon jól megfigyelhetjük a pozitív rajzfilmhősök alakján: náluk ui. ezeket sokszor erősen kihangsúlyozzák. Jó példa erre Lara Croft, Hamupipőke, A kis hableány, Hófehérke, Xena, Sheena, Esmeralda (A Notre Dame-i toronyőr c. Disney-rajzfilmből), Megara (a Hercules c. Disney-féle rajzfilmből) és általában a királylányok alakja: rájuk az a jellemző, hogy nagy a szemük, kicsi az álluk és az orruk, vékony a derekuk, széles a csípőjük, vastag a combjuk, gömbölyű a fenekük és teltebbek a kebleik.
Manapság a plasztikai sebészet fejlődésével sok nő szinte már minden határon túl igyekszik megfelelni a fenti ideáloknak és nagyobb (egyes pornószínésznők sokszor extrém nagy, ld.: Lolo Ferrari) melleket, teltebb ajkakat, szebb arcot csináltat magának, amely átalakítások eredménye sokszor már abnormális külsőt eredményez – tkp. ez is a nemi szelekció egyfajta megszaladása.
Végezetül pedig közismert jelenség, hogy ha (főleg sportoló) nők hormontartalmú doppingszereket fogyasztanak, akkor (azok tesztoszterontartalma miatt) éppen nőies vonásaikat veszítik el: kisebbek lesznek a melleik, dúsabb a (arc)szőrzetük és szélesebbek a vállaik. Ezt a jelenséget az egykori NDK úszónőin figyelhette meg legjobban a világ.

#### A női mell evolúciója
A női testrészek közül a legtöbb férfit a szép mellek hozzák leginkább szexuális izgalomba (főleg – de nem kizárólag! – a nyugati kultúrkörökben). A nők tisztában is vannak ezzel, és (legalábbis a nyugati kultúrkörökben) adott helyzetben hajlandóak sokat sejtető részleteket is megmutatni belőlük különféle melltartók, dekoltázs segítségével, továbbá – akik megtehetik – nem sajnálják rá a pénzt, hogy plasztikai sebészet segítségével még vonzóbbá tegyék őket – nem törődve az esetleges szövődményekkel sem. A női vonzóerő megítélésében tehát a melleknek egyértelműen kitüntetett szerepük van.
Ezek után nem meglepő az az állítás, miszerint a női mell elsődleges funkciója nem az utódok táplálása: ahhoz „elegendőek lennének” az emberszabású rokonaink nőstényeinek sokkal kevésbé látványos emlői – azok szintén alkalmasak az utódok táplálására. A domború női mellek igazi funkciója valójában a partnerkeresésben jelentkezik, és emiatt több mint valószínű, hogy a nemi szelekció révén fejlődtek ki. Ezt megerősíti az a tény is, hogy a nőknél a mellek mérete független azok tejtermelésétől és fontos szerepük van a férfiakért egymás között folyó versengésükben.
A női mellek alapvetően a következőkben térnek el legközelebbi rokonaink nőstényeinek melleitől: már a serdülés kezdetén növekedésnek indulnak, és méretüket legalábbis a menopauzáig megtartják. Ezzel szemben a főemlősök nőstényeinél csak a terhesség és a szoptatás idejére duzzadnak meg az emlők. Feltehető, hogy távoli őseinknél még az emberré válás előtt a mai emberszabású majmok nőstényeihez hasonló alakú, méretű és funkciójú volt a nők melle.
A fentieket figyelembe véve a következő elméletekkel próbálják magyarázni a domború női mellek kialakulásának evolúciós mozgatóit:
- Egy elmélet szerint a női mellek alakjának változása az életkorral utalhat tulajdonosának még fennmaradó reproduktív (szaporodási) képességére, „tartalékára”. Egyes vizsgálatok szerint a férfiak rövidtávú kapcsolataikban előnyben részesítik a kb. 23-27 éves nőket, akik még termékenységük csúcsán vannak (mivel náluk a legnagyobb az esély, hogy megtermékenyülnek). A hosszútávú kapcsolatokban azonban már inkább a fiatalabb nőket részesítik előnyben, akik még hosszabb termékeny kor előtt állnak (így több utódot szülhetnek még). Az elmélet szerint a nők termékenységének megállapításához a kulcsot a mellek életkorral változó alakja adja, ami (hétköznapi szavakkal) a következőképp írható le: a serdülés előtt még egyáltalán nem domborodnak a mellek, így tulajdonosuk még éretlen; ha a mellek határozottan állnak és kemények („hegyesek”), akkor tulajdonosuk már érett, de még fiatal nő; ha a mellek domborúak, akkor viselőjük termékenységének csúcsán van; ha pedig már lógnak és laposak, akkor tulajdonosuk túl van a menopauzán, vagyis már nem termékeny. Mivel a nők ovulációját már semmilyen külső jegy nem jelzi, ezért az elmélet szerint a férfiak számára a mell alakja adhatott némi „kapaszkodót” viselőjük még fennmaradó termékenységét illetően, akik a nők hozzávetőleges életkorát csak a nagyobb mellek alakjának változásából „követhették nyomon” (mivel a kis mellek alakja kevésbé változik).[19]
- Egy másik elmélet szerint a női mellek méretükkel azt jelzik, hogy tulajdonosuk anyaként mennyire képes utódjait a méhen belül táplálni. Ennek alapja az a tény, hogy a nőknél a mellek mérete és a testsúly korrelál egymással: vagyis nagyobb testsúlyhoz nagyobb méretű mellek tartoznak. Az elmélet szerint tehát a nagyobb mellű nők azt jelezték, sugallták melleikkel a férfiak felé, hogy leendő utódjaik erősebbek, szívósabbak, életrevalóbbak lesznek testük nagyobb zsírtartalékai révén (mivel a méhen belül és kívül jobban tudják őket táplálni – gondoljunk a Willendorfi Vénuszra). Ezen elképzelés alapján a mellek növekedése összefüggésben lehetett a bőr alatti összefüggő zsírszövet kialakulásával, vagyis – legalábbis a kezdetekkor – a nagyobb mellek e zsírszövet melléktermékei lehettek és szexuális jelentőségük csak később alakulhatott ki. (A bőr alatti összefüggő zsírszövet – a tengeri emlősöket nem számítva – megint csak emberi sajátosság, erről bővebben: Vízimajom-elmélet.)
- Egy harmadik elmélet szerint a mellek – mint páros szervek – igazi jelentősége azok szimmetriájában rejlik, amellyel azt mutatják, hogy viselőjük mennyire egészséges. Az állatvilágban is igaz, hogy páros szervből nagyot és szimmetrikusat növeszteni rendkívül költséges és energiaigényes (például a szarvasfélék agancsa): ezek ui. sokkal hitelesebben jelzik viselőjük genetikai minőségét, mint bármi más. Ráadásul minél nagyobbak a női mellek, annál feltűnőbb az esetleges aszimmetria közöttük. Ezt az elképzelést megerősíti, hogy a férfiak jobban preferálják a szimmetrikus mellekkel rendelkező nőket (ehhez lapozzunk fel egy erotikus magazint).[20][21]
- Desmond Morris „A csupasz majom” című munkájában egy további felvetéssel állt elő, miszerint a mellek kialakulása a felegyenesedéshez köthető, amikor elölnézetben is létre kellett jönniük másodlagos nemi jegyeknek. Ekkor ugyanis már jóval kisebb eséllyel ismerhető fel a férfi és nő hátulról – ehhez kapcsolódik a fartájék átalakulása is –, és az elülső két kiemelkedés a hátulsókhoz hasonló.

#### A rejtett peteérés evolúciója
A rejtett peteérés hiánya nagyban megnehezítené az emberi csoportokon belüli együttműködést, hiszen egyrészt a gyermeknevelés olyan sok időt és energiát igényel, hogy az hosszútávú elkötelezettséget igényel a pároktól; másrészt pedig az emberpárok ehhez és maguk eltartásához általában nem nélkülözhetik más emberek segítségét. A rejtett peteérés kialakulásának lehetséges evolúciós mozgatóit szintén több elmélettel is próbálják magyarázni:
- Egy elmélet szerint a férfiak növekvő együttműködése és a közöttük levő agresszió, versengés csökkenése, tágabb értelemben pedig a hatékonyabban együttműködő kétnemű csoportok kialakulása lehetett az az előny, amit a nők rejtett peteérése „biztosított”. Ha ui. a nők peteérése nyilvánvaló lenne, akkor a férfiak folyton egymással rivalizálnának.
- Egy másik elmélet szerint a nők rejtett peteérése azért fejlődhetett ki, hogy a nők mintegy „magukhoz kössék” a párjukat. Ha a férfi ui. nem tudja biztosan, hogy párja mikor van megtermékenyíthető állapotban, egyrészt kisebb valószínűséggel fog más nők után nézni (nehogy párja esetleg más férfitól essen teherbe), másrészt pedig többször közösül párjával, és így (nagyobb) bizonyossága lehet afelől, hogy ő a nő gyermekeinek apja.
- Egy harmadik elmélet szerint (Sarah Blaffer Hrdy) a nők a férfiak durvaságát leszerelendő, de elsősorban a gyermekeik biztonsága miatt (kölyökgyilkosság) „fejlesztették” ki a rejtett peteérést. Így ui. a nők több férfival közösülhetnek (gyermekeiket és/vagy magukat is védve ezzel) anélkül, hogy bármelyikük is bizonyos lehet az apaságában, és a lehetséges apák esetleg még segíthetnek is később a nőnek, de legalábbis kisebb valószínűséggel fogják bántalmazni őt és a gyerekeit (mert hátha a sajátjuk). Ennek a jelenségnek mindenesetre vannak legalábbis nyomai a főemlősök között.[22] Például a páviánoknál a szultán és valamely trónkövetelő közötti dominanciaharc során az utóbbi gyakran elrabolja (és esetleg megöli) az előbbi egy fiatal kölykét: ezzel zsarolva harc közben a szultánt (illetve a kölyök anyját). A dolog fordítva is működik: azok a hímek, akik meg akarják szilárdítani a helyzetüket a nőstények között, gyakran azok kölykein keresztül igyekeznek jóban lenni velük.

### Férfiak

#### A férfias testalkat jellemző vonásai

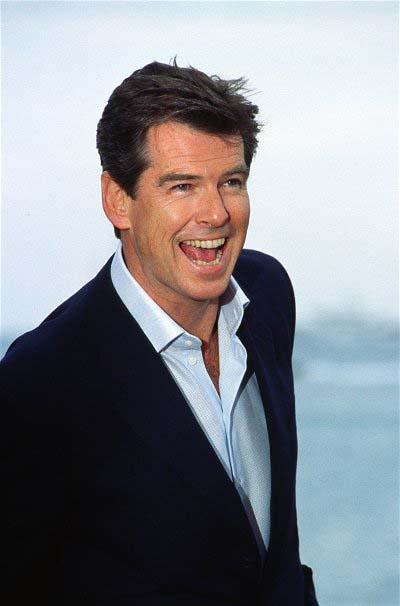
Pierce Brosnan ír színész. A 20. század egyik férfi szépségideálja.

A férfiak esetén a „férfiasság mutatója” a férfi szervezet tesztoszteronszintje. Ennek megfelelő szintje a férfiak testén a következő vonásokban mutatkozik meg (szintén a már említett szimmetrián túl):
- a csípő-váll arány 0,85 körül van, ez széles vállat és keskeny csípőt, erős felsőtesti izomzatot jelent;
- az arc felépítésében a férfias vonások dominálnak: kiemelkedő orr, széles járomcsont, erős és széles áll;
- erős arc- és testszőrzet;
- mély hang.

A férfi testalkat tetszetős vonásait erősen kihangsúlyozva szintén nagyon jól megfigyelhetjük a pozitív rajzfilmhősök alakján. Jó példa erre Herkules és Zeusz (a Hercules c. Disney-féle rajzfilmben), Superman ill. Batman alakja: bennük az a közös, hogy erőteljes, izmos testük, széles válluk és erős állkapcsuk van.
A dolog fordítva is igaz: a negatív hősök általában sokkal kevésbé tetszetős testalkattal rendelkeznek a rajzfilmekben, erre jó példa Hókuszpók és Bibircsók a Hupikék törpikékből, Hadész a már említett Hercules c. Disney-féle rajzfilmből, vagy Joker, Batman ellenfele és általában a gonosz varázslók, boszorkányok.

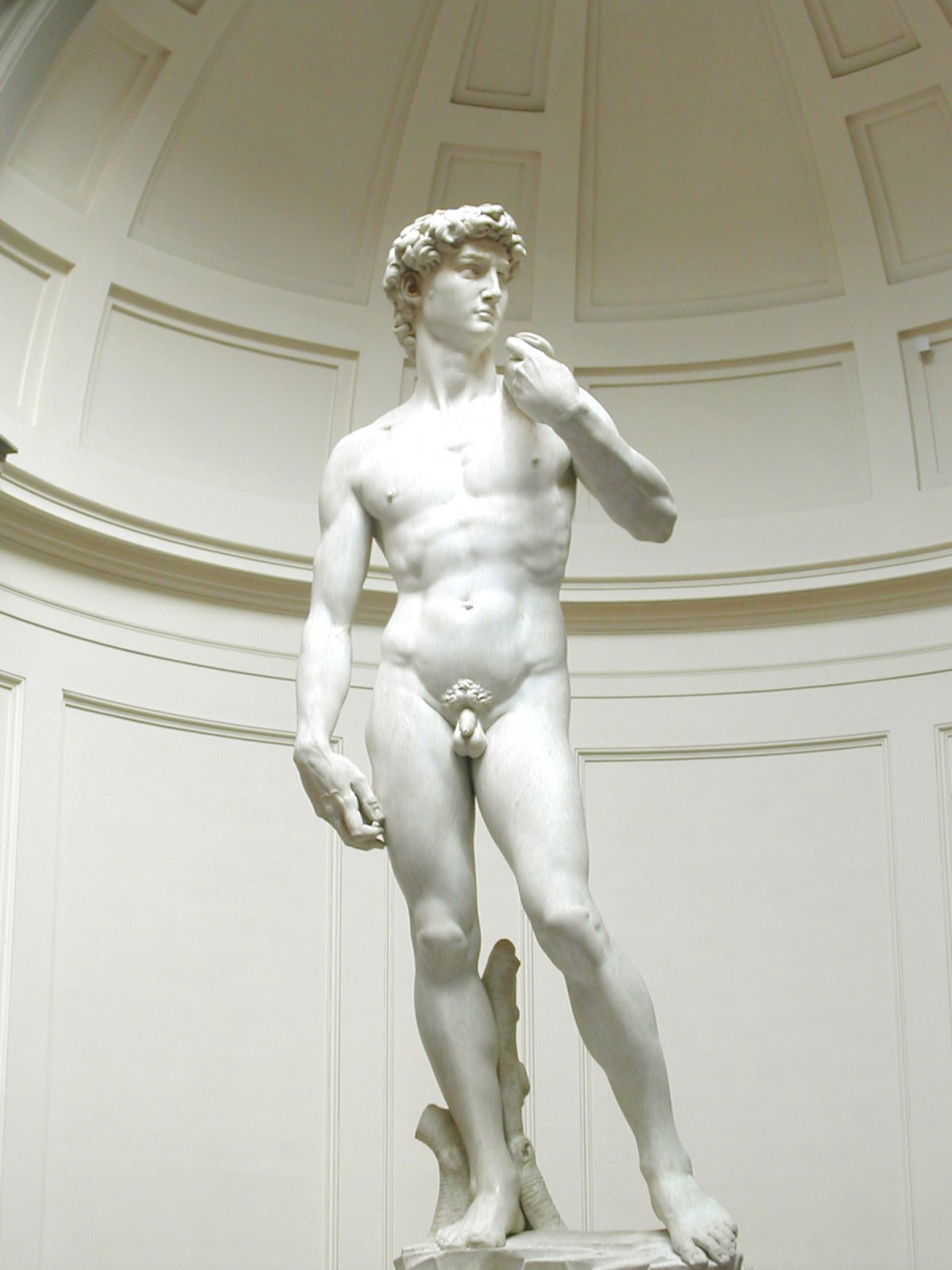
Michelangelo híres Dávidja: a reneszánsz férfi szépségideálja.

A fentieken túl sikeresebb az a férfi, aki magasabb és szociálisan dominánsabb. A dominancia nem agresszivitást jelent, hanem elismert vezető helyet valamilyen közösségen, szubcsoporton belül. (Ezt Henry Kissinger, az Egyesült Államok volt külügyminisztere így fogalmazta meg: „A hatalom a legjobb szerelmi ajzószer”, utalva arra, hogy a magasabb hatalmi pozícióban levő férfiak sikeresebbek a nők között.) Ez utóbbiak ui. a nők szemében azt jelentik, hogy párjuk testi erejével, rátermettségével és kapcsolatrendszerével képes lesz eltartani és megvédeni őt, valamint gyermekeit.

#### Státusszimbólumok
A férfiak sikerességüket ún. státusszimbólumokkal jelzik, amelyek olyan tárgyak, eszközök, amelyek egy férfi helyzetét, sikerességét mutatják a társadalmon, vagy egy csoporton, szubcsoporton belül. A státusszimbólumok mindenhol és mindenkor a többség számára nehezen elérhető, különleges ruházati és egyéb használati cikkek (de ide sorolható például valamely elit egyetemen szerzett diploma), amelyekkel a férfiak hasonlóképpen hivalkodnak, mint a pávakakasok a díszes farktollazatukkal és amelyektől a legtöbb nő vonzóbbnak talál egy férfit. (Ezt fejezi ki egyébként a Rapülők együttes egyik dalának részlete: „a túl szexi lányra hiába vársz, ha villamossal jársz”.)
A mai nyugati világban státusszimbólumnak számítanak például a drága gépjárművek, karórák, mobiltelefonok, ékszerek, hobbik; a régi nyugati világban ezek megfelelői egy szép felszerszámozott ló, hintó, díszes fegyverzet és például a solymászat volt. Természetesen a megfelelő státusszimbólumok az egykori törzsi társadalmakban is megvoltak (például fejdíszek, balták, stb.).
A mai világunk azonban afelé halad, hogy a státusszimbólumok legtöbbje egyszerűen megvásárolható (erre ösztönöznek a reklámok is, amelyek tkp. azt sugallják, hogy pusztán valamilyen termék megvásárlásával sikeresebbek leszünk): vagyis nem közösségi tevékenységért, egy közösségért végzett munka során nyerjük őket, mint valaha. Főleg a mai nyugati világra jellemző, hogy minden egyes társadalmi rétegnek megvannak a maguk státusszimbólumai és az egyes rétegek tagjai mindig a vagyonosabb rétegek státusszimbólumait igyekeznek megszerezni, ezt nevezte Thorstein Veblen már 1899-ben „látványos fogyasztásnak”.

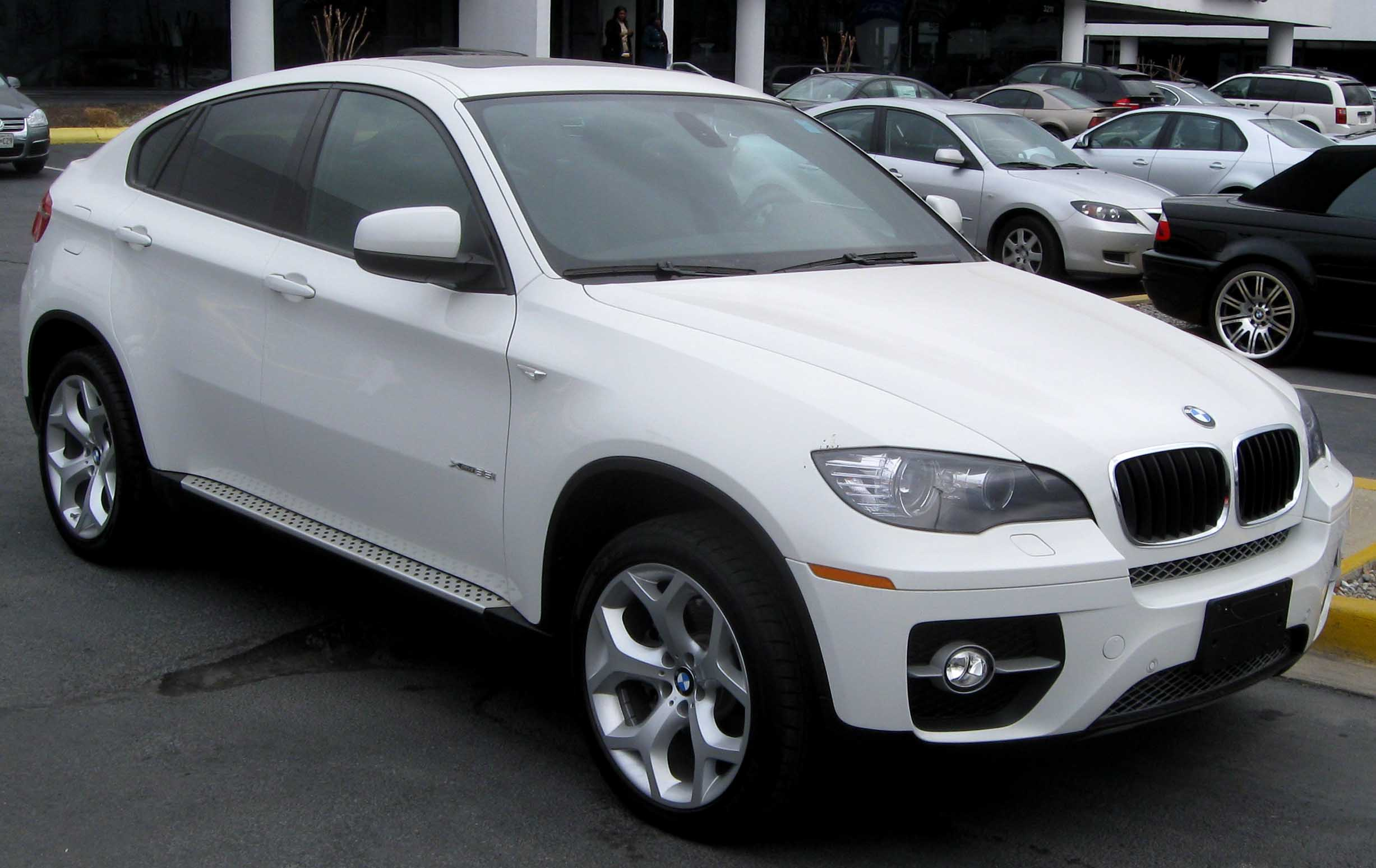
BMW X6, napjaink egyik státusszimbóluma.

A régi időkre ezzel szemben az volt a jellemző, hogy valamely státus, vagy szimbólumának elnyerése esetén nem fenyegetett a veszély, hogy holnap valaki újabbra, szebbre vagy jobbra tesz szert. Régen például az a tengerész viselhetett egy db arany fülbevalót, aki megkerülte a Horn-fokot, egy másikat pedig azért, ha az egész Földet; vagy: a második világháborúban csak az amerikai pilóták viselhettek bomberdzsekit, ma ezeket bárki megteheti. Akkoriban tehát a fülbevaló ill. a bomberdzseki viselőiről tudni lehetett, hogy milyen próbákat álltak ki.
Manapság tehát a státusszimbólumok viszonylag könnyen megvásárolhatók és sokuk árának határa a csillagos ég (például egy yacht), ami azzal jár, hogy tulajdonosában sokszor nincsenek is meg azok az emberi kvalitások, amelyek révén birtokolhatná azokat ill. kvalitásai nem állnak arányban annak értékével. Ez is egy „megszaladási jelenség”, ami nem csak a pávakakasokra jellemző.

#### Kockázatkereső magatartás, versengés

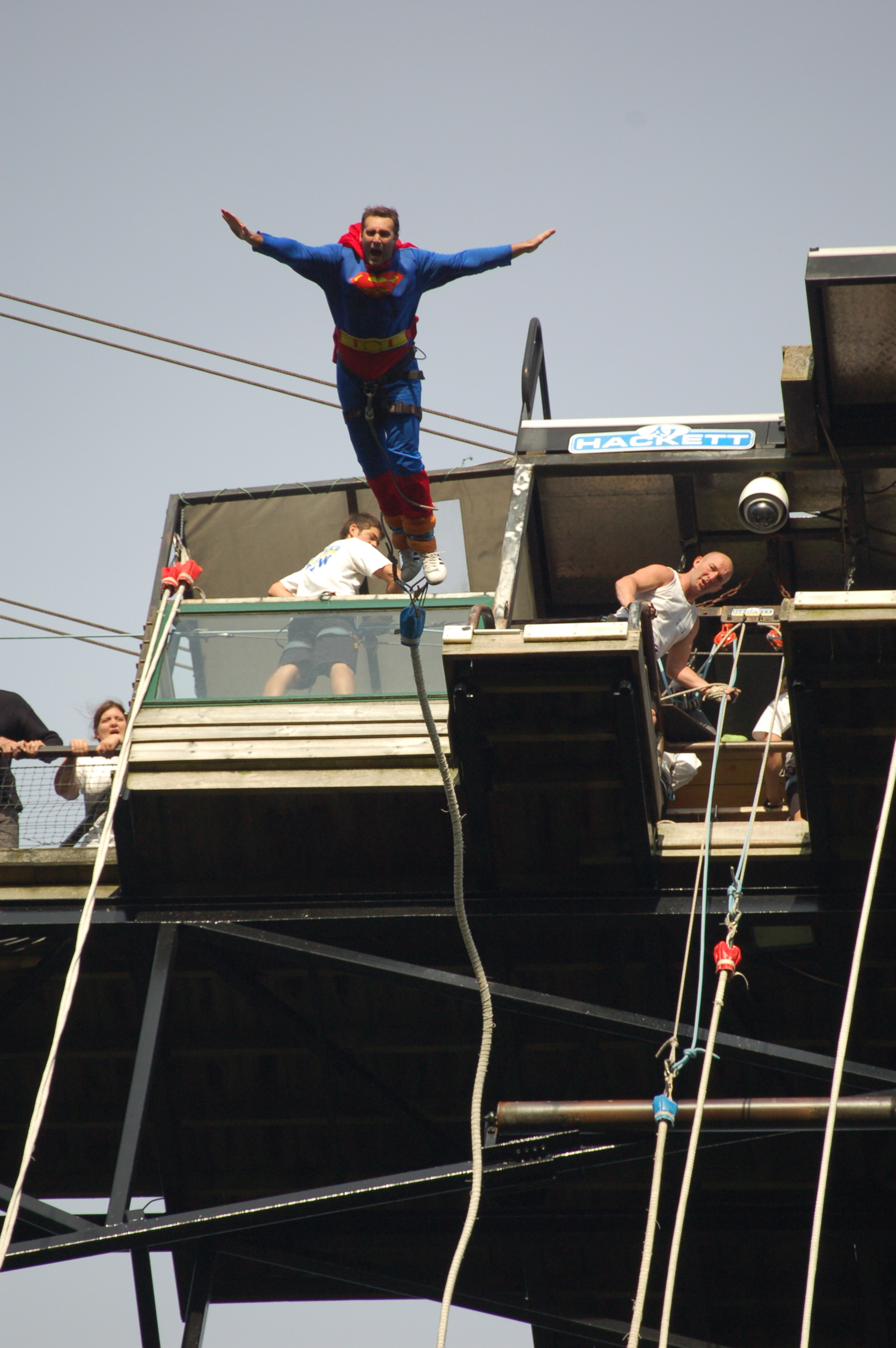
Bungee jumping. Eredetileg fiatal férfiak beavatási szertartásának része volt egy melanéziai szigeten: vagyis akik nem csinálták meg, nem számítottak férfinak, így nem kaphattak feleséget.

Főleg a fiatal férfiak részéről a nők előtti tetszést is nagyban szolgálhatja a veszélyes szerek fogyasztása (például dohányzás, alkoholos italok fogyasztása nagy mennyiségben) ill. veszélyes sportok űzése (például gyorshajtás, bázisugrás, bungee jumping stb.). Ezekkel a tevékenységekkel a férfiak egyesek szerint azt szeretnék a nők számára sugallni, hogy olyan egészségesek, ügyesek és bátrak, hogy ilyen cselekedetek számukra meg sem kottyannak. (Gondoljunk a Pomádé (Grease) c. musical autóverseny-jelenetére, amelyben a két rivális tinédzsercsapat „domináns hímjei” küzdenek meg egymással meghatározott szabályok szerint.)
A versenysportok valójában meghatározott szabályok szerinti (rituális) versengések (tkp. a középkori lovagi tornák mai megfelelői), amelyekben a sikeres versenyzők – azon túl, hogy jelzik általa ügyességüket, kitartásukat, stb. – az elismeréseken és a díjakon túl még a nők között is nagyobb sikert aratnak (gondoljunk a híres férfisportolókat övező női rajongásra, vagy egészen konkrétan például a Formula–1 versenyek „boxcicáira”). Egyes költséges sportok (például a tenisz, golf, stb.) pedig a versenyzők anyagi helyzetét is hivatottak jelezni.
A középkorban (az akkori elit számára) „versenysportnak” a lovagi tornák feleltek meg, amit máig jó adag romantika leng körül. A férfiak közötti versengések azonban az alsóbb társadalmi osztályokban is népszerűek voltak: erre példa hazánkban a pünkösdi király megválasztásának népszokása. Egyes természeti népeknél napjainkban is megfigyelhetők a férfiak közötti rituális versengések, mint pl. a délnyugat-etiópiai surik között: ahol a férfiak gyakorlatilag meztelenül és botokkal vívnak párharcokat egymás ellen. A surik között hagyományosan ezek a botharcok azok az alkalmak, amelyeken a fiatal férfiak megmutathatják erejüket és ügyességüket, valamint feleséget találhatnak maguknak.
Az ősi időkben a versenysportokat a vadászat (is) helyettesíthette. A vadászó-gyűjtögető népek tanulmányozása során kiderült, hogy egy vadász által elejtett zsákmányból a klán minden tagja (Karl Marx és Friedrich Engels szavaival) a „szükségletei szerint” (kommunisztikusan) részesül: így tehát a vadásznak elvileg nem volt érdeke törnie magát az esetenként veszélyes vadászattal. Geoffrey Miller szerint a sikeres vadászokat az motiválhatta, hogy sikerességük esetén a csoport tagjainak elismerésén túl a nők érdeklődésének is a középpontjába kerülhettek. (Miller szerint a férfiak versengése mögött az élet legtöbb területén kimutatható a nők előtti tetszeni akarás.)
A fiatal férfiak fokozottabb kockázatkereső és versengő magatartása nagyban hozzájárul a férfiak nagyobb mértékű mortalitásához különösen a 18. és 40. életkorok között, amit a különféle baleseti, bűnügyi statisztikák is rendre megerősítenek.
A hímek kockázatkereső magatartása más emlősfajok között is megfigyelhető: pl. impalabakok gyakran szinte a ragadozók „orra” előtt szökkelnek (mintegy játszva azokkal), mutatva ezzel ügyességüket a suták (és persze a ragadozók) előtt; erejük teljében levő kafferbivalybikák pedig gyakran gyakorlatilag „virtusból” megtámadnak oroszlánokat.

#### A hímvessző evolúciója

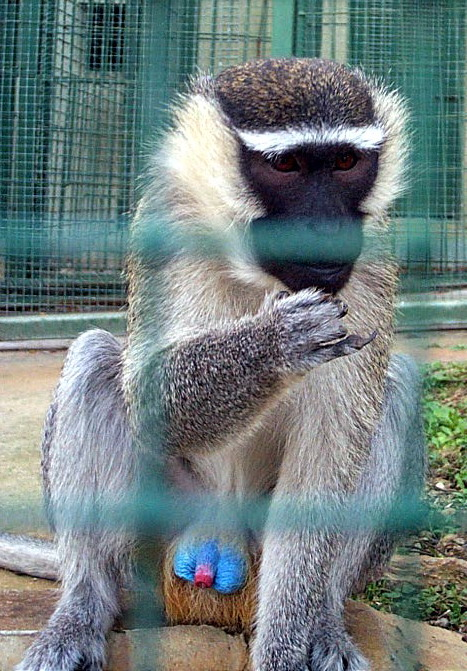
Egy hím cerkóf meglehetősen feltűnő genitáliája.

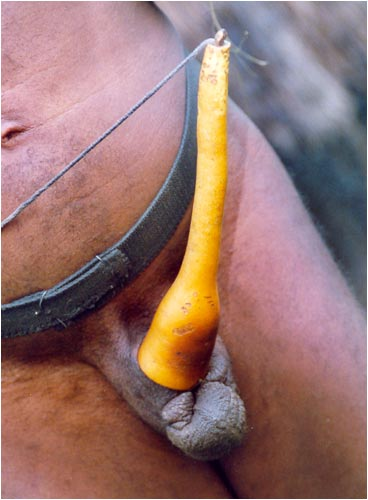
Hímvesszőtok Pápua-Új-Guinea-ról.

A főemlősök közül a férfiak pénisze egyértelműen a leghosszabb, legvastagabb és legrugalmasabb (rugalmasságát az biztosítja, hogy a merevedéskor vérrel telítődik: legközelebbi rokonainké izgalmi állapotban is ceruzavékony és a merevségét egy csont biztosítja). Kialakulását jelenleg is több elmélet próbálja több-kevesebb sikerrel megmagyarázni.
Jared Diamond amerikai biológus szerint a férfiak nagyméretű péniszeit az intraszexuális szelekció eredményezte: vagyis a más férfiak előtt való hivalkodásra ill. megfélemlítésre szolgálhatott. Ez szerinte könnyen belátható, ha arra gondolunk, hogy a nőket legtöbbször nem érdekli különösebben a pénisz mérete, viszont ha az a férfiakon múlna, akkor hatalmasok lennének…  (Gondoljunk a képes újságok „Szexológus válaszol” rovataira: ott sok levelet olvashatunk, amelyeket a levélíró a kis mérete miatti aggodalmában írt.)
Az elképzelést megerősíteni látszik, hogy vannak Új-Guinea-i törzsek, ahol a férfiak között mindennapos viselet az ún. hímvesszőtok (angolul: phallo-carp). Ez tkp. egy 50–60 cm hosszú egyenes vagy hajlított, díszített csőszerű tárgy, amit a férfiak a hímvesszőjükre húznak, majd – hogy le ne essen – a derekukhoz kötnek. Az elképzelésnek viszont ellentmond, hogy a férfiak pénisze egyáltalán nem feltűnő: egyes főemlős fajok hímjei színes, erektált péniszük mutogatásával próbálják elriasztani vetélytársukat – fallikus fenyegetés (egyébként ennek maradványa a nyugati világban az ökölbe zárt kézből kinyújtott középső ujj mutogatása).
Geoffrey Miller amerikai evolúciós pszichológus szerint viszont a hímvessző méretét az interszexuális szelekció határozta meg: vagyis mai méreteibe és formájába a nőknek is volt „beleszólásuk”. Miller azt tartja, hogy a hímvessző méretét és alakját egyszerűen azáltal nyerhette el, hogy a pleisztocén során a nők több élvezetet kaptak egy méretesebb hímvessző által. Elképzelését úgy tűnik megerősítik egyes kutatások: ezek szerint a nők jobban preferálják a vastagabb péniszt.
Mindenesetre a férfiak péniszének és heréinek méretei azt sugallják, hogy őseink valaha (a mai csimpánzokhoz hasonlóan) sokkal aktívabb nemi életet élhettek.

### A személyiségvonások szerepe a párválasztásban
Ha a fentieket végiggondoljuk, akkor a férfiak és nők párválasztásából még hiányzik egy fontos tényező: a szellemi képességek, az intelligencia, a személyiségvonások és a világnézet, hiszen a párválasztásunk során nem kizárólag a testi vonásokat vesszük figyelembe – azokat talán csak a rövidtávú kapcsolatokban jobban. A hosszú távú kapcsolatok esetén (amikor már szóba kerül a gyermekvállalás), akkor a fentebb felsorolt vonások mindenképpen nagyobb súllyal nyomnak a latba, mint a fizikai megjelenés.
Több házaspáron végzett vizsgálat kimutatta, hogy az egyes párok között a vallás, etnikai hovatartozás, rassz és társadalmi-gazdasági helyzet tekintetében a legnagyobb a korrelációs együttható értéke (+0,9). A következő legnagyobb mértékű korreláció a személyiségjegyek és az intelligencia között volt kimutatható (+0,4). A korreláció mértékét tekintve csak ezek után következnek a fizikai tulajdonságok (+0,2 értékkel).
A fentieket összegezve az alábbiakat mondhatjuk ki a hosszútávú kapcsolatban élő párokról:
- Hosszútávra szóló párválasztásunkat a külső megjelenésnél sokkal jobban befolyásolják olyan, nem fizikai jellegek, mint például a világnézet, intelligencia, személyiségvonások, társadalmi-gazdasági helyzet, hasonló iskolázottság (ez utóbbiak szerepét/jelentőségét fejezi ki a „guba a gubához, suba a subához” mondásunk).
- Ideáinkra (keresőképünkre) nagy befolyással vannak a minket gyermekkorunkban ért benyomások. Ennek értelmében hajlamosak vagyunk olyan párt választani magunknak, aki főleg édesanyánkra, édesapánkra, esetleg testvérekre vagy más gyermekkori ismerőseinkre hasonlítanak.
- A fizikai jellegekre vonatkozó ideáinkat egyéb, egymástól független fizikai tényezők is befolyásolhatják (például a kommunikációs lehetőségek kitágulása révén).[34]

### A nemi szelekció néhány fajspecifikus vonásunk kialakulásában
Újabban egyes tudósok a nemi szelekcióval próbálják megmagyarázni az emberi fajra jellemző azon főbb tulajdonságokat, amelyek révén „kiemelkedtünk” az állatvilágból.

#### Az intelligencia
Geoffrey Miller amerikai evolúciós pszichológus egyik felvetése szerint az emberi intelligencia azon megnyilvánulásai, amelyek nem szolgálják szigorúan a túlélést (például a művészetek, a humor, az ének, a zene, a tánc stb.) a nemi szelekció révén alakultak ki, mivel tény, hogy nagy szerepük van manapság is az udvarlásban. (Gondoljunk a híres férfiművészeket övező női rajongásra! De erről – a szép szavak udvarlásban betöltött jelentőségéről – szól egyébként nagyon szemléletesen Edmond Rostand francia költő és drámaíró híres darabja, a Cyrano de Bergerac.)

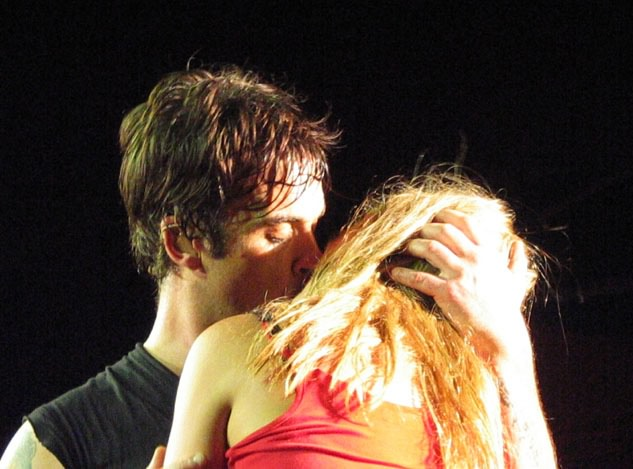
Korunk egyik férfiideálja, Robbie Williams angol popénekes a koncertjein rendszeresen megcsókolja egy hölgyrajongóját: a jelentkezőkből sosincs hiány…

Miller felvetése szerint az emberi agy tömegének és a szellemi képességeknek a nagymértékű növekedése a nemi szelekció „megszaladásának” eredménye. Az elképzelés mellett szólnak az alábbiak:
- A megszaladt nemi szelekció kimenetelét nem lehet megjósolni: vagyis teljesen véletlenszerű az, hogy melyik szervet „veszi célba”. Így akár az emberi agy és annak képességei is fejlődhetnek általa.
- Az ember agyának tömege meglehetősen nagy a testtömegéhez képest (kb. 2,5%), és meglehetősen nagy az energiafelhasználása is (ez kb. 25%) – hasonlóan a pávakakasok farktollazatához és a szarvasbikák agancsaihoz, nagyon energiaigényes szerv.
- A megszaladt nemi szelekcióhoz poligínia kell. Az emberi társadalmakra (főleg az élelemtermelés megindulása előtti időkben) az enyhe poligínia volt jellemző (ezt a mai vadászó-gyűjtögető népek tanulmányozása megerősíti) – tökéletes monogámia esetén nem működött volna a dolog.
- A folyamat gyorsuló jellege: az időben legtávolabbi ismert őseink, az Australopithecus-félék 400–500 g tömegű agya az elmúlt 2-3 millió évben kb. háromszorosára, mintegy 1400 g tömegűre növekedett.

Miller elképzelésének az alábbiak mondanak ellent:
- őseink agyának növekedése – régészeti bizonyítékok alapján – egyrészről szakaszos volt: vagyis olykor meglódult, aztán stagnált; másrészről pedig az agytömeg 2-3 millió év alatti megháromszorozódása nem olyan gyors folyamat (ha a növekményt – kb. 1000 g – elosztjuk 100 000 generációval – 25 évnek véve egy emberöltőt és 2,5 millió évvel számolva –, akkor egy generációra kb. 10 mg agytömeg-növekedés jut). Így a nemi szelekció megszaladása az agy méreteiben talán csak a Homo-nemzetség ill. a Homo erectus megjelenésekor játszhatott nagyobb szerepet.

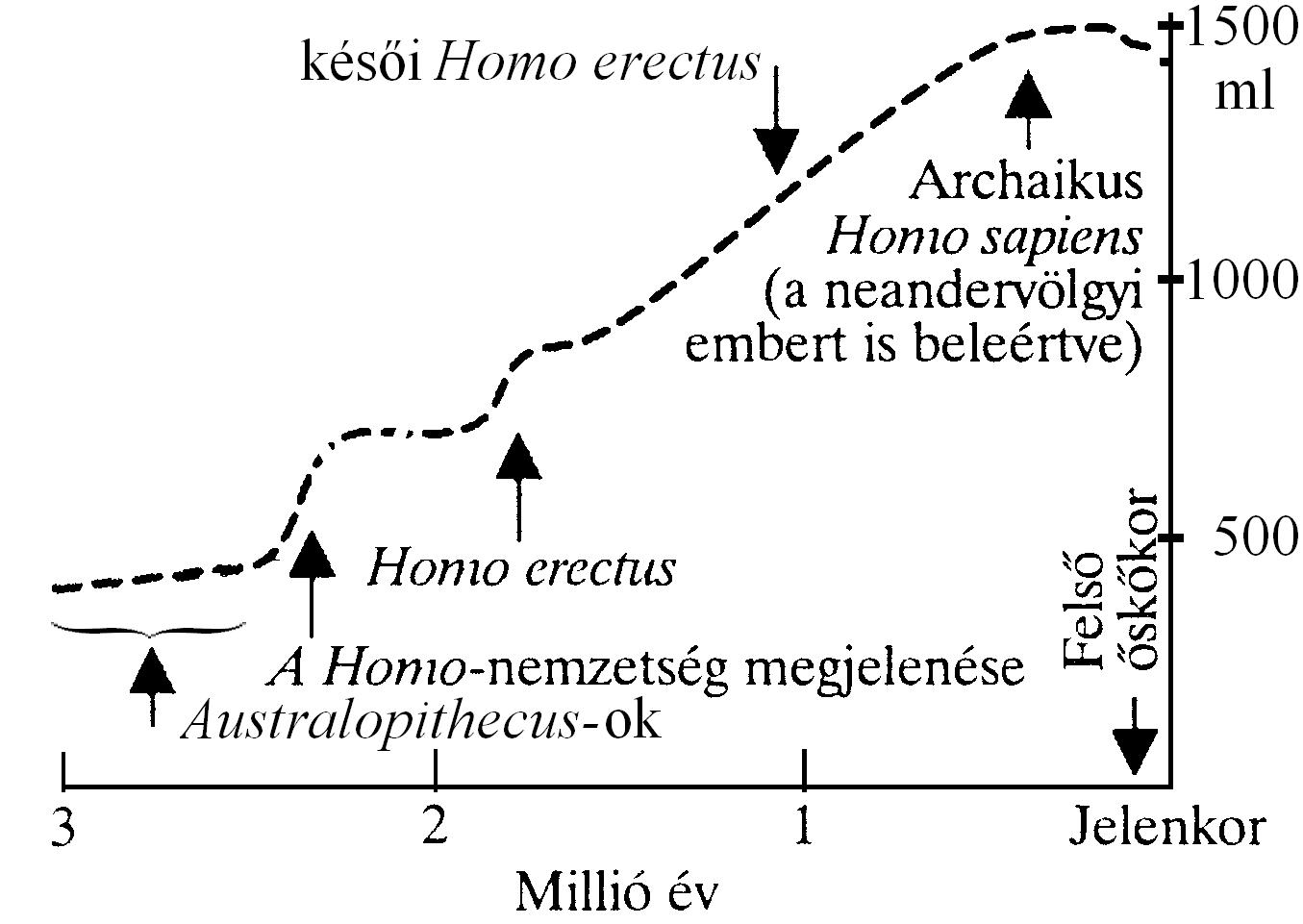
Az emberősök agyméretének változása az idők folyamán Richard Leakey alapján.

- a megszaladt nemi szelekció felerősíti a két nem közötti (bizonyos) különbségeket (nemi dimorfizmust okoz): így ha Miller feltevése igaz, akkor a megszaladt nemi szelekció mechanizmusa (a férfiak versengése és a nők választása) az embernél – sarkosan fogalmazva – okos férfiakat és buta nőket eredményezett volna. Mivel azonban a férfiak és a nők szellemi képességeiben nincsen számottevő különbség, ezért ezt az ellentmondást a következők segítségével próbálja feloldani:
  - genetikai korreláció: vagyis az intelligensebb férfinak az utódai is intelligensebbek lesznek (tekintet nélkül a nemükre).
  - átfedés az udvarló és a választó képességek között: az előbbiek fejlődését az utóbbiaknak is követniük kellett, mivel így a nők nem egy idő után értették volna, nem tudták volna követni a férfiak udvarlását, vagyis nem „fogták volna a férfiak adását”. Ezzel viszont a női intelligenciát a férfi intelligencia „melléktermékének” kellene tekintenünk.
  - az emberre a két nem kölcsönös párválasztása jellemző. Bár rövidtávú kapcsolatok esetén általában csak a férfiak kevésbé válogatósak, a hosszútávú kapcsolatoknál (amikor a gyermekvállalás szóba kerül) azonban mindkét nem az: a férfiak a lehető legjobb nőt, a nők pedig a lehető legjobb férfit akarják, mivel ez mindegyiküknek nagy elkötelezettséget jelent. Ez a kölcsönös választás az idők során alkalmas lehetett arra, hogy kiegyenlítse a nemek közötti különbségeket, viszont összeférhetetlen a megszaladt nemi szelekció mechanizmusával (amikor is a férfiak versengenének és a nők választanának).

A fenti ellentmondások miatt a (különben érdekes) felvetését maga Miller sem tartja helytállónak. Miller felvetése más szavakkal azt jelenti, hogy kreativitásunk jelentős része tkp. udvarlást szolgálja, vagyis a túlélés szempontjából „haszontalan”. Ennek igazolására Geoffrey Miller kimutatta, hogy a híres férfi művészek (festők, szobrászok, költők, zeneszerzők stb.) legfontosabb műveiket fiatal korukban alkották. Miller szerint egy igényesen kimunkált szobor, festmény stb. valójában egyfajta „szellemi fittségjelző” a nők felé, amely a készítőjének kreativitásáról árulkodik (akárcsak a szarvasbikák agancsai vagy a pávakakasok farktollai): ui. igazán szép alkotásokat nem mindenki tud készíteni.
Miller azt mindazonáltal fenntartja, hogy a nemi szelekció sokkal nagyobb jelentőségű mind az emberek, mind az állatok evolúciójában, mint gondolnánk.

#### Az intelligencia mint rezisztenciaszignál
Miller érvelése szerint az ivari szelekció mintegy véletlenül „választotta” pont az intelligenciát, lehetett volna ez bármely „költséges” jelzés. A közelmúltban ennél specifikusabb érvelés jelent meg, mely szerint az emberi intelligencia lényegében a Hamilton-Zuk hipotézisnek megfelelően evolválódott.
Az érvelés lényege, hogy az emberi intelligencia (zenei, művészeti, nyelvi, matematikai stb. intelligencia) döntő hányadának nincs közvetlen adaptív értéke. Ugyanakkor a családalapítás kapcsán az emberek határozottan preferálják az intelligensebb partnereket. Mindez arra utal, hogy az intelligencia nem önmagában, hanem egy adaptív értékkel bíró – és legalább részben örökletes – tulajdonság szignáljaként preferált. A fertőzésekkel (főként a gyermekkori fertőzésekkel) szembeni genetikai rezisztencia éppen ilyen kapcsolt tulajdonság. Az emberi agy igen sérülékeny a fertőzésekkel szemben, ezért emberiség jelentős hányada (több százmillió ember) ma is a fertőzések által maradandóan károsított értelmi képességekkel éli le életét.
Miller hasonló, de általánosabb érvelésével szemben ez arra is választ adhat, hogy miért pont az ember fejlesztett magas intelligenciát. Más főemlősökkel szemben az ember (és az emberelődök) több olyan tulajdonsággal is bírtak, amelyek jelentősen növelték a fertőzéseknek való kitettséget. Ilyen tulajdonságok pl. az állandó lakóhely használata, a hosszabb egyedi élettartam, a nagymértékű húsevés (dögevést is beleértve), a táplálék egy részének vízből szerzése, valamint a nem-reproduktív szex. (Az utóbbi persze a bonobókra is jellemző.)

#### A szőrtelenség
Az ember az egyetlen főemlős, amelynek teste gyakorlatilag teljesen csupasz. Az ilyen nagymértékű szőrtelenség az emlősök között meglehetősen ritka: a forró égöv alatt élő nagyméretű szárazföldi vastagbőrű emlősökön kívül (például az orrszarvúak, elefántok) csak a teljes (például bálnák, delfinek, tengeritehenek stb.) vagy a forró égöv alatt részleges (víziló) vízi életmódot folytató emlősök között fordul elő.
Az emlősök szőrzetének két fontos feladata van: az egyik, hogy tulajdonosát megvédje környezete viszontagságaitól; a másik pedig a hőszigetelés. A kistestű emlősök éppen ez utóbbi miatt nem engedhetik meg a szőrtelenséget, ui. nekik fajlagosan (testtömegre vonatkoztatva) nagyobb a testfelületük, ezért a testük által megtermelt hő nagyobb felületen távozik, így számukra nagyobb energiafelhasználás lenne szükséges a kihűlés elkerülésére. A forró égöv alatt élő nagyméretű szárazföldi vastagbőrű emlősök ilyen tekintetben jobb helyzetben vannak, mivel fajlagosan kisebb a testfelületük: ezért náluk több centiméter vastag, durva bőr alakult ki elsősorban a környezeti viszontagságok ellen (viszont a pleisztocénben a hideg égöv alatt élt gyapjas mamutok és gyapjas orrszarvúak vastag bundát növesztettek). Az ember – fajlagos energiafelhasználását tekintve – a kis- és nagy testű állatok között helyezkedik el, viszont bőrünk egyáltalán nem durva. Más szavakkal: nincs velünk egy nagyságrendű átlagos tömeggel rendelkező emlős, amely olyan mértékben szőrtelen mint mi, ami azt mutatja, hogy a hozzánk hasonló méretű emlősöknél a szőrtelenség egyértelműen hátrány.
Egyesek a szőrtelenségünk kialakulását azzal magyarázzák, hogy ennek révén szabadultunk meg parazitáinktól (fejtetű, ruhatetű). Ezzel azonban két probléma van: az egyik, hogy ha ilyen módon (a szőrzet elvesztésével) meg lehet szabadulni a parazitáktól, akkor ezt más emlősök miért nem „fedezték” már fel tőlünk függetlenül? A másik: miért maradt meg a szőrzetünk ennek ellenére bizonyos testtájékainkon (fejtető, hónalj, szeméremtájékok), ahol ráadásul a fajspecifikus parazitáink ugyanúgy megtelepedhetnek? Egyesek szerint a hajunk „feladata” az lehetett, hogy megvédjen bennünket (mint forró égöv alatt kialakult fajt) a napszúrástól. Ekkor viszont miért nem veszítették el a hajukat a mérsékelt és hideg égöv alatt élő emberek?
Charles Darwin és Richard Dawkins angol biológusok szerint az emberi szőrtelenség és a haj kialakulása a nemi szelekció eredménye: vagyis úgy alakult ki, hogy a pleisztocén során a férfiak egyszerűen jobban vonzódtak a szőrtelen nőkhöz. Emiatt kialakultak a szőrtelen nők, és a többé-kevésbé szőrös férfiak. A szép haj és a női szőrtelenség jelentősége szinte minden emberi társadalomban megfigyelhető: nagyon jól tudjuk, milyen fontos a divatos frizura és az ápolt haj olyan helyzetekben, amikor jó benyomást szeretnénk kelteni valaki(k)ben. Ezért nem véletlen, hogy hajunk ápolására és nemkívánatos szőrzetünk eltüntetésére a szépségipar számos fontos ága szakosodott. A haj hullása, nagyobb mértékű elvesztése mindként nemnél kisebb-nagyobb gond: a férfiaknak kevésbé, a nőknek viszont annál inkább tragikus.
Részleges magyarázat lehet az a vadászati módszer, amit a busmanok alkalmaznak. A vadász kiszemel egy vadat (például egy antilopot) amit kitartó futással, egyedül vesz üldözőbe, társai gyalogosan követik. A vad gyorsan eliramodik előle, de hamar abbahagyja a futást, ellenben a vadász nem áll meg. Szép lassan beéri a vadat, ami újra elfut előle. Ez a fajta üldözés akár 8-10 órán át is tarthat az afrikai forróságban, a végén a vad összerogyik kimerültségében. Amikor a vadász utoléri már csak a kegyelemdöfést adja meg, miután szertartásosan megköszöni a haldokló állattól, hogy testével táplálja majd családját. A vadász ezután megpihen és megvárja társait, akikkel együtt viszik haza a zsákmányt. – Mindez azért lehetséges, mert amíg a vad a szőrzete miatt korlátozottan képes a futás közben termelődő hőt leadni, addig az ember szőrtelen testének teljes felületén képes izzadni.

#### A két lábon való járás
Az ember az egyetlen olyan emlős, amely két lábon járva közlekedik (a kenguruk ugrálnak). Néhány más állatfaj (például csimpánz, medve) is képes két lábon járni, azonban ezt csak akkor teszik, ha erre valamilyen különösebb okuk van.
A kétlábon járás kialakulásának pontos ideje és kiváltó okai még ma is nagyon vitatottak: az antropológusok szerint 5-8 (esetleg 10) millió évvel ezelőtt történhetett, de ezt egyértelmű régészeti bizonyítékok sajnos nem támasztják alá. Az mindenesetre bizonyos, hogy a 2-4 millió évvel ezelőtt élt Australopithecus-fajok – medencecsontjaikból és lábnyomaikból ítélve – már két lábon jártak. A két lábon való járás kialakulását a természetes szelekció révén két fő elmélettel próbálják magyarázni:
- Owen Lovejoy (1981) szerint a két lábon járás jelentősége abban van/volt, hogy felszabadulnak a felső végtagok, és ezáltal a hímek több táplálékot tudnak a nőstényeik számára gyűjteni, ők pedig így több túlélő utódot tudnak felnevelni. Mivel több komoly ellenérv is akadt Lovejoy hipotézisével szemben, ma kevesebb híve akad.
- Peter Rodman és Henry McHenry antropológusok szerint a kétlábon járás azért volt előnyös, mert a helyváltoztatás egy hatékonyabb formáját biztosította a ritkábbá vált fás környezetben egy félig majom-, félig emberszerű lény számára.

Richard Dawkins angol biológus szerint az ősi emberfélék (a mai csimpánzokhoz hasonlóan) képesek voltak hosszabb-rövidebb ideig két lábon járni ilyen-olyan okokból, ám valamely populációban egyszer csak „menőbb” lett két lábon járni: talán mert egyes akkori őseink ezzel fejezték ki szexuális vonzerejüket és/vagy dominanciájukat, és amely tulajdonság később fajunk jellemző jegye lett (gondoljunk arra, hogy ha valamilyen terméket vonzóbb férfiak/nők reklámoznak, akkor azokból több fogy, mivel a birtoklásukkal mi is olyan vonzóak szeretnénk lenni, mint ők; vagy: a híres, sikeres emberek – főleg előadóművészek – gyakran divatot teremtenek öltözködésükkel és hajviseletükkel, ld.: Elvis Presley, Beatles, Greta Garbo).

#### A rasszok közötti különbségek

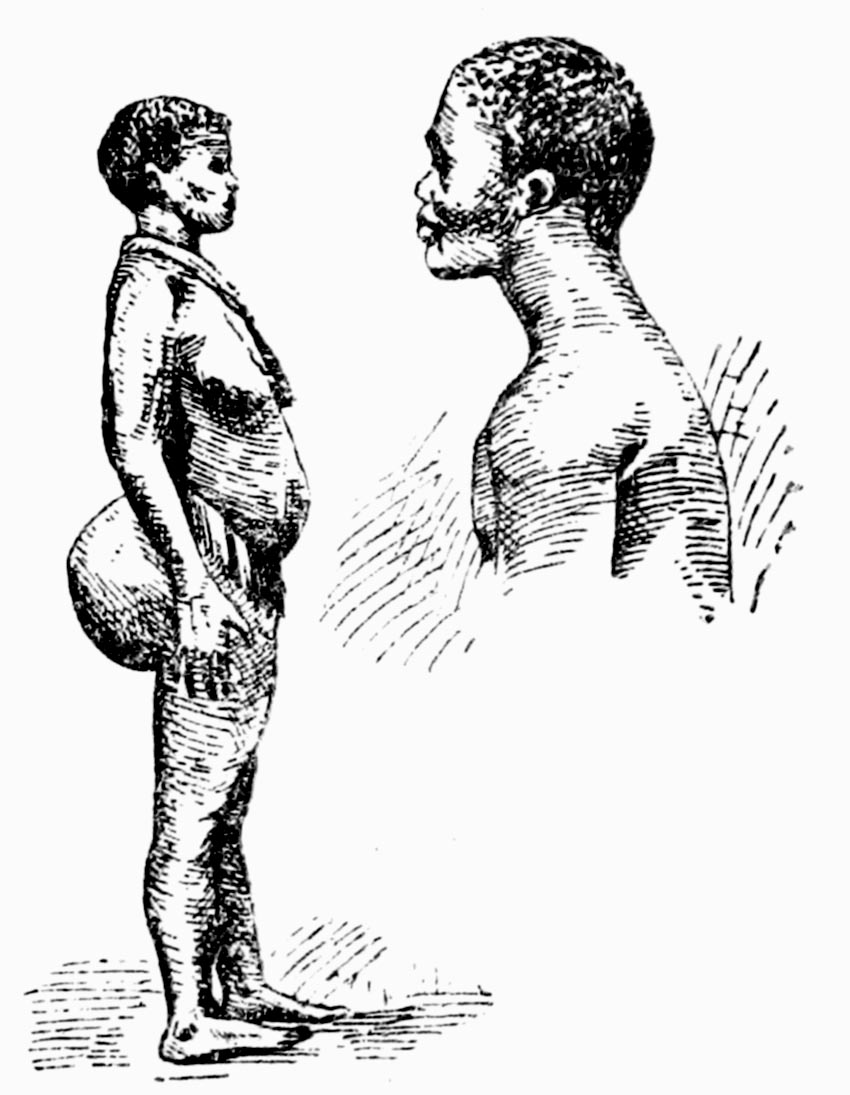
A zsírfarúság (steatopygia) mint a nemi szelekció megszaladása meglehetősen gyakori a koi nőknél.

Charles Darwin angol és Jared Diamond amerikai biológusok szerint az emberi rasszok közötti különbségek a nemi szelekció eredményei. (Ebben az egyébként eldöntetlen kérdésben mások a természetes szelekció és/vagy a genetikai sodródás mellett kardoskodnak.) Ez feltételezésük szerint annak az eredménye, hogy az ősidőkben az egyes elszigetelt emberi populációkban más és más volt a szépségideál, amelynek eredményeképpen az egyes rasszokon belül bizonyos külső jellegzetességek hangsúlyosabbá váltak, mások pedig eltűntek (alapítóhatás).

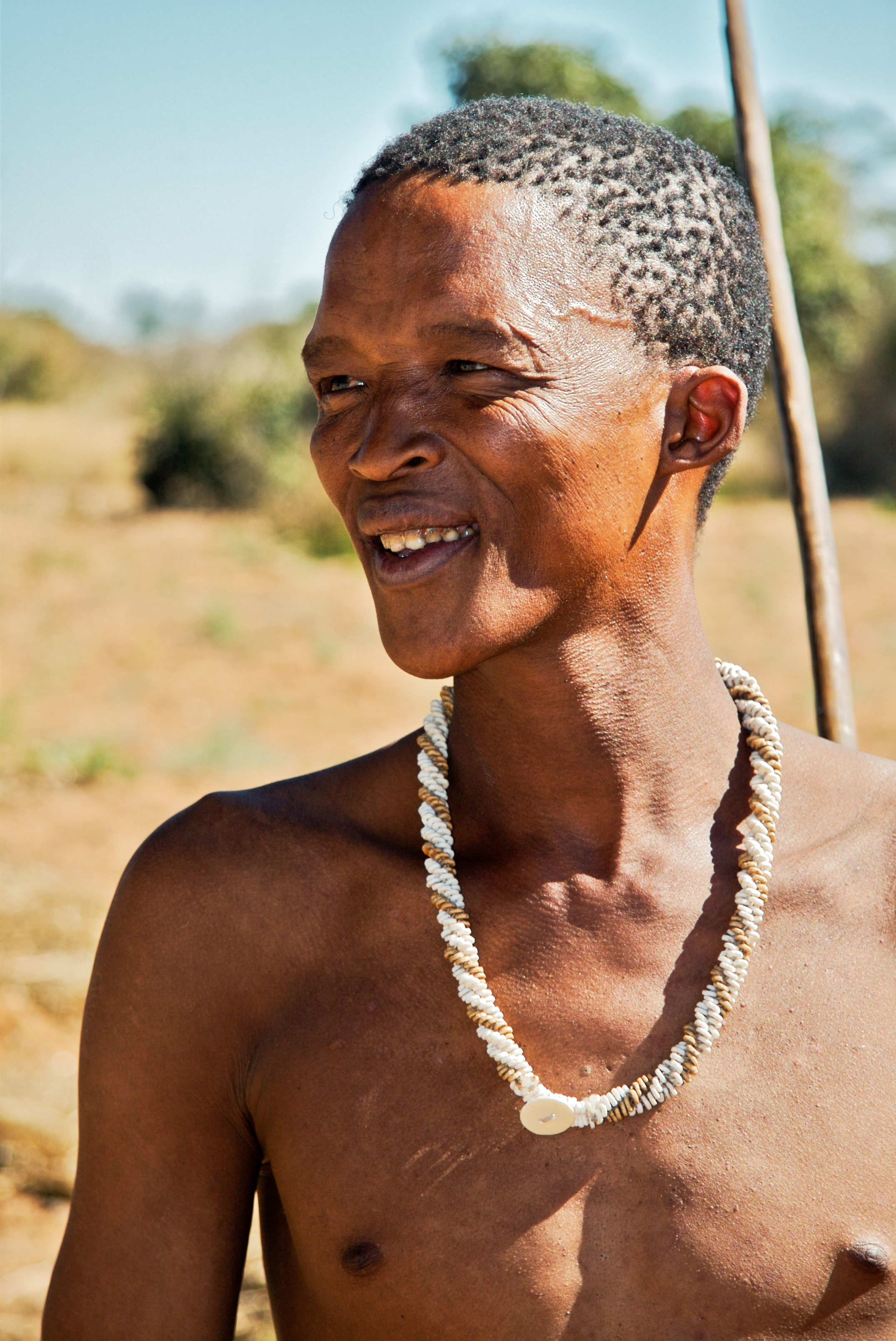
Szan férfi.

A természetes szelekció hívei az egyes rasszok kialakulását az eltérő környezeti viszonyokkal magyarázzák, és leggyakrabban a bőrszínnel példálóznak: vagyis szerintük a bőrszín a növekvő földrajzi szélességgel való világossá válása a kevesebb mennyiségű napsugárzásnak köszönhető. Ha valóban csak a kevesebb napsugárzás okozná a világosabb bőrszínt, akkor például a 19. század során kiirtott tasmaniai bennszülöttek miért voltak sötét bőrűek, holott évezredekig éltek a Magyarországgal közel azonos déli szélességen?
Darwin és Diamond feltételezését úgy tűnik, hogy megerősítik Spencer Wells amerikai populációgenetikus vizsgálatai, aki a Human Genom Project keretén belül az emberiség genetikai diverzitását kutatja. Spencer Wells vizsgálatai azt mutatták, hogy Földünkön a ma Délnyugat-Afrikában élő, vadászó-gyűjtögető életmódot folytató koiszan népek mitokondriális DNS-e különbözik a legnagyobb mértékben más népekétől. Ez más szavakkal azt jelenti, hogy a koiszanok alkotják a legősibb emberi populációkat: vagyis más embercsoportok időben később alakultak ki.
A koiszanok elsősorban külsejükkel (leginkább sárgás bőrükkel) és a beszédjük jellegzetes csettintő hangjával (írásban: „!”) ütnek el a szomszédságukban élő bantu népcsoportoktól (akik a feketék jellegzetes vonásait viselik). A koiszanok azért tarthatóak igen archaikus népcsoportnak, mivel sok külső vonásuk (például a mongolredő, sárgás bőr) megtalálható valamely más rassz vonásai között – egyes esetekben erősen kihangsúlyozva.
A fentieket megerősíti, hogy vannak, akik szerint a koiszan nőknél gyakori zsírfarúság egy archaikus vonás lehet, amely őseink között valaha jóval elterjedtebb volt: szerintük ezt igazolják a felső-paleolitikum „vénuszszobrai”.
A koiszanok egykor sokkal nagyobb területen éltek, ám néhány ezer évvel ezelőtt a Közép-Afrikából származó bantu népek a mai területükre szorították őket. Két fő csoportjuk van: a koik (régi elnevezéssel: hottentották) és a szanok (régi elnevezéssel: busmanok).

### A férfi-nő kapcsolat a pleisztocénben
Azért van jelentősége a férfi-nő kapcsolat vizsgálatának a pleisztocénben, mivel egyrészt ekkor ment végbe az emberré válás, másrészt pedig akkoriban arra nem voltak befolyással társadalmi (jogi, vallási, gazdasági) kötöttségek, és ezáltal képet nyerhetünk arról, hogy milyen lehetne a két nem közötti kapcsolat ezek megkötései nélkül. A kérdés megválaszolásához főleg a kevés vadászó-gyűjtögető nép életének tanulmányozása révén jutottak.
Őseink valószínűleg nem sokkal nemi érésük után átestek első szexuális tapasztalatukon, majd hosszabb-rövidebb párkapcsolataik voltak. A hosszabb párkapcsolatokat a közösség is elismerte és ezekben a kapcsolatokban a fogamzásgátlás hiánya miatt előbb-utóbb gyerek is született. A nők nemi érésük (ami a mainál valamivel későbbi életkorban következhetett be) után néhány évvel kb. 3-4 évente szülhettek gyereket: akkoriban az lehetett a ritka, ha egy nőnek nem voltak gyermekei (vagy csak kevés volt belőlük). (Azonban a nagyobb gyermekhalandóság miatt ezek jó része nem érte meg a felnőttkort.)
Akkoriban a férfiak az udvarlásban teljesen magukra, azaz a saját intelligenciájukra voltak utalva: nem lehetett ugyanis udvarlási kellékeket vásárolni (például ékszereket, hanghordozót – azokat a férfinak kellett elkészíteni, elénekelni, eljátszani stb.). Így ha egy férfi társaságában jól érezte magát egy nő, akkor az jórészt a férfi kreativitásán múlott, és ez már fél siker volt a nő meghódításához. Ilyen módon a kreatívabb férfiak sikeresebbek lehettek a nők között (ami már lehetővé teszi a poligíniát, az pedig utat enged a nemi szelekciónak).
Mivel nem voltak erős társadalmi kötöttségek, ezért ha kihűlt a kapcsolat, a párok könnyebben hagyhatták el egymást: ez történhetett barátsággal vagy haraggal. A szakítás(ok) után pedig idővel általában új párt találtak maguknak. A élethosszig tartó monogámia mindenesetre ismeretlen (vagy legalábbis nagyon ritka) volt közöttük: a régiek inkább „monogámiák sorozatában” éltek. (Ha belegondolunk, akkor a viszonylag nagy anyagi függetlenséget és egyre kevesebb társadalmi kötöttséget lehetővé tevő nyugati társadalmakban ez a viselkedési mintázat kezd elterjedni.)
A pleisztocén során tehát viszonylag ritka lehetett a gyermektelen nő, ezért a férfiak kénytelenek voltak velük „beérni”. (Viszont valószínű, hogy egy gyermekes nő olyan szempontból vonzóbb lehetett, hogy a termékenysége már „bizonyított”.) Így a nők bár legtöbbször férfipartnerrel élhettek, de az aktuális partnerük általában csak a legutolsó gyermekük apja lehetett. Aktuális partnerük megvédhette a nőt más férfiaktól, és hozhatott is némi élelmet a „konyhára”, de mivel a gyerekek jó része nem az övé volt, ezért viszonylag kevés energiát fektethetett bele a családfenntartásba, ami jórészt a nők vállán nyugodott. (Sarah Blaffer Hrdy szerint a nők öröklötten rendelkeznek olyan képességekkel, amelyek révén egyedül is felnevelhetik gyerekeiket.) A nők egyébként csoportosan éltek (főleg nőrokonaik között), kölcsönös segítséget és védelmet nyújtva egymásnak. A férfiakat általában csak megtűrhették, hacsak nem voltak kedvező tulajdonságaik (például jó szerető, szórakoztató, segítőkész).
Így a férfiak szerepe a gyermeknevelésben sem lehetett jelentős (az állatvilágban – így az emberszabású majmok között – is az az általános, hogy a nőstény egyedül neveli a kölykét). Mivel a férfiaknak zömmel gyermekes nőknek kellett udvarolni, akik körül szinte állandóan ott voltak a gyerekeik (akiket nem tudtak rendszeresen senkire rábízni), így az udvarlóknak a gyerekekkel is kedvesnek kellett lenniük, hogy a választott nőt megnyerjék. Ezért mondja újabban több evolúciós pszichológus, hogy az apai viselkedés az udvarlásból fejlődhetett ki a nemi szelekció révén. (A jelenség nyomai egyébként más főemlősöknél is megfigyelhetők, például abban, hogy ha egy hím „jóban szeretne lenni” egy nősténnyel, akkor gyakran először annak kölykével is barátságosan viselkedik.)

### Az emberi szexualitás fő jellegzetességei
Az emberi szexualitás szintén több pontban különbözik attól, ami az állatvilágban és közeli rokonaink között „megszokott”. Ezek közül a fontosabb különbségek a következők:

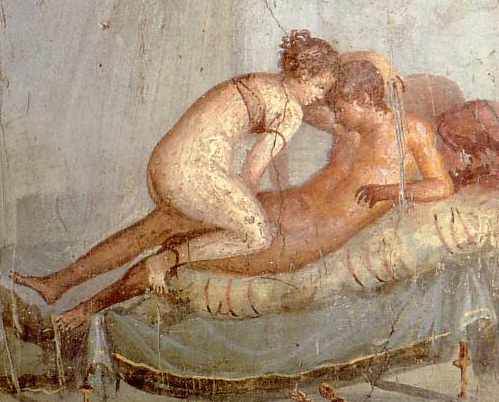
Erotikus témájú falfestmény az ókori Pompejiből: szeretkező pár.

- Az emberpárok a többiektől elvonultan közösülnek, míg az állatok ezt egymás szeme láttára teszik. Ez feltétlenül valamiféle bizalmi viszonyt jelent a párok között, amely hosszabb-rövidebb udvarlás során alakul ki. (Elképzelhető, hogy magának az udvarlásnak egyfajta előképe lehet a csimpánzoknál ismert „jegyesség”.)
- A nők a peteérés időszakán kívül is szívesen közösülnek, köszönhetően fejlett orgazmuskészségüknek. (Az állatvilágban a csimpánz és törpecsimpánz nőstényeknél feltételezhető az orgazmus, mint a közösülés velejárója.[41])
- Az emberi közösülés időtartama lényegesen hosszabb, mint legközelebbi rokonaiknál (a csimpánzoknál és törpecsimpánzoknál az aktus a perc töredékéig tart[42]).
- Maga az aktus (főleg a férfiaktól) jelentős energiabefektetést kíván. Az állatvilágban a hímek általában arra törekednek, hogy a közösülést minél rövidebb idő alatt, minél kevesebb energia befektetésével (néhány „lökéssel”) „letudják”, mivel egy közösülő pár ilyenkor sokkal védtelenebb.

Tekintve a nők fejlett orgazmuskészségét, valamint azt, hogy a nők a nemi ciklusuk viszonylag rövid szakaszában (csak néhány napban) fogamzóképesek, ezek Jared Diamond amerikai biológus szerint azt jelentik, hogy a szex az embernél elsődlegesen örömszerző tevékenység.
Geoffrey Miller amerikai evolúciós pszichológus viszont a fentiekből azt vonta le, hogy az idők során a nők számára a szex egyfajta „fittségjelzővé” vált, amelynek során a férfiakat „tesztelték”. Ezt Miller szerint megerősíti, hogy a nőknél egy közösülés esetén még viszonylag alacsony a megtermékenyülés esélye és azzal, hogy a közösülés a férfiaktól viszonylag sok energiát kíván (főleg hogy a nő is kielégüljön), viszonylag kis „befektetéssel” bizonyosságot nyerhettek afelől, hogy párjuk mennyire egészséges ill. fitt fizikailag. (Gondoljunk azokra a filmes klisékre, amelyekben idősődő családapák szívrohamot kapnak fiatal szeretőjük karjaiban.)
„A szakemberek régóta kapcsolatot tételeznek fel az impotencia, a merevedési zavarok és a szív egészsége között. (...) Megállapították, hogy a merevedési zavarokkal küszködő férfiak körében 48 százalékkal nagyobb volt a kockázat a szívbetegségek kialakulására, valamint nagyobbnak bizonyult a halálozási arány is azokhoz képest, akiknek nem volt szexuális problémájuk.”

### Ősi időkből fennmaradt állati ösztöneink nyomai
Annak ellenére, hogy sokszor úgy érezzük: „kinőttünk” az állatvilágból, tudat alatt még mindig működnek a szaporodáshoz kapcsolódó, régi időkből fennmaradt állati ösztöneink.

#### Illatok

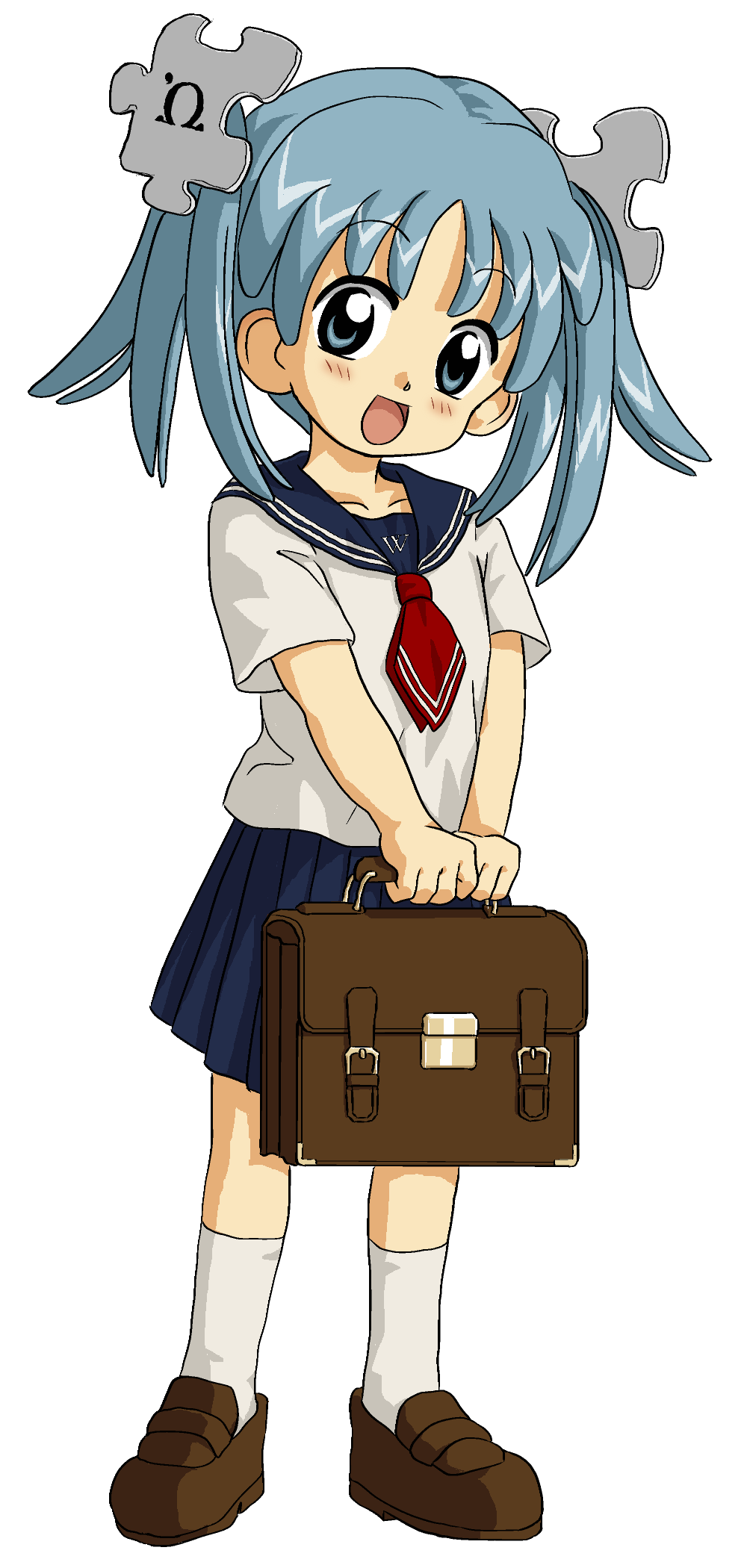
A japán férfiálmok és mangák főszereplői: sailor fuku-t (a japán iskoláslányok egyenruháját) viselő tinédzser lányok.

Sok állatfaj nőstényei illatanyagokkal jelzik, ha megtermékenyíthető állapotban vannak, amelyek hatására a hímek az „eszüket vesztik” (például a macskák). Az a fenti állítás, hogy a női peteérésnek nincsenek érzékelhető jelei csak annyiban igaz, hogy ezek a jelek alig, ill. nem tudatosan érzékelhetők. Egy nő, ha peteérése van, akkor valóban jellegzetes illatot bocsáthat ki, a férfiak azonban ezt általában úgy érzik, mintha „izzana”, „vibrálna”, „szikrázna” körülötte a levegő.
Ezt kísérletekkel igazolták: felkértek nőket, hogy ne használjanak „zavaró” illatokat (parfüm, fűszeres étel, illatosított szappan) és néhány napig viselt ruháikat férfiakkal szagoltatták meg. A férfiak azon nőket találták a legvonzóbbnak a ruhájuk illata alapján, akiknek éppen peteérésük volt.
A nők – ugyancsak nem tudatosan – szintén érzik, hogy mikor van peteérésük: abban a néhány napban fokozott nemi késztetést éreznek, bőrük kisimul, a szemük csillog, melleik teltebbé válnak és – a fentiek miatt – több férfi fordul meg utánuk az utcán, ill. több férfi keresi a társaságukat. És ilyenkor a nők a férfiasabb vonásokkal rendelkező férfiakat tartják vonzóbbnak.
Egy érdekes vizsgálatban kimutatták, hogy a nők peteérésük idején sokkal visszafogottabbak a kockázatosabb tevékenységekben, mint előtte vagy utána. Ilyenkor főleg az olyan helyzeteket kerülik, amelyekben nemi erőszak áldozataivá válhatnak, például séta egyedül, elhagyatott helyeken sötétedés után, vagy szórakozóhelyek látogatása egyedül. Viszont érdekes, hogy szexuális igényük ilyenkor a legnagyobb.
A pamutpólós kísérletet fordítva is elvégezték: ekkor azt tapasztalták, hogy azok a hölgyek a legfogékonyabbak a férfiak illatára, akiknek éppen peteérésük van és ők pusztán az illatok alapján a legvonzóbb férfit választották ki. Vizsgálatok szerint a nők párválasztásában a partner illata legalább olyan nagy szerepet játszik, mint a látványa (a férfiak elsősorban a vizuális ingerekre fogékonyabbak). A kor előrehaladtával mindkét nem ilyen jellegű szaglása tompul.
Az embernél a szexuális illatanyagok főleg a hónaljban és a külső nemi szerveknél termelődnek (de általában az izzadságban is kimutathatóak). Ezen testrészeink szőrzete feltehetően éppen ezért maradhatott meg. (Érdekes módon a párok között a nők orra gyakran egy magasságban van a férfi hónaljával.)
Minden bizonnyal a szexuális illatok okozzák a hosszabb időn keresztül együtt élő nők ovulációjának szinkronizációját, ami azt jelenti, hogy peteérésük szinte egy időben következik be.
Japánban egyes férfiak hajlandóak pénzt kifizetni tinilányok által levetett viseletes bugyikért (ezek legális üzletekben, sőt automatákban is kaphatók) – ugyanígy, ha egy tinilánynak hirtelen pénzre van szüksége, akkor használt bugyiját a megfelelő boltokban jó pénzért el tudja adni (drágábban is, mint amennyiért újonnan vette).
Az illatok udvarlásban betöltött jelentős szerepét a minden korban és kultúrában jelen levő parfümök használata is mutatja, amelyek közül sok igen drága: a többség számára nehezen elérhető (még ma is). Az újabb parfümök egyébként feromonokat is tartalmaznak.

#### Féltékenység, dominanciaharcok

Szép Heléna, aki miatt kitört a trójai háború.

Talán nem köztudott, de a személy elleni bűncselekmények legnagyobb része a családon belül vagy közeli ismerősök között történik. Viszonylag alacsony az olyan esetek száma a statisztikákban, amikor valaki (egy hétköznapi ember, és nem bérgyilkos) hidegvérrel és előre megfontoltan megöl egy számára teljesen idegen embert. A felindulásból elkövetett gyilkosságok nagyobbik részében egy szerelmi háromszög valamelyik tagja az elkövető, és tette a vetélytárs vagy a hűtlen pár ellen irányul. Végezetül pedig arra, hogy a féltékenység mire képes, jó példa a közismert trójai háború.
Az ember szereti az állandóságot és erősen stabil, hierarchikus társadalmakban, közösségekben él (valamifajta hierarchia megfigyelhető minden emberi közösségben az óvodás csoportoktól a munkahelyi kollektívákig). Az emberi csoportokban a hierarchia, dominanciasorrend rendszerint alig észrevehetően, vagy meghatározott szabályok szerint alakul ki. Azonban előfordulhatnak esetek, amikor megszűnik a társadalmi kontroll egy közösség felett, vagy pedig egy közösség eleve elutasítja a társadalmi normákat (például bűnöző csoportok): ilyenkor eleinte sokszor a régi ösztönök veszik át az irányítást és nyílt dominanciaharcok törhetnek ki a közösségen belül (leggyakrabban a nőkért és a gazdasági erőforrásokért).
Jó példát adtak erre a jelenségre a Bounty nevű vitorlás fellázadt matrózai. A történet röviden: a hajó azzal a céllal futott ki William Bligh kapitány irányítása alatt angliai kikötőjéből 1789-ben, hogy Tahiti szigetén majomkenyérfa-csemetéket gyűjtsön (a közép-amerikai ültetvények rabszolgáinak olcsóbb élelmezése miatt). Tahiti kellemes szigetén nagyon lassan és kelletlenül ment a csemeték összegyűjtése és az indulás után nem sokkal a legénység Fletcher Christian vezetésével fellázadt: a kapitányt és a tiszteket (mint „domináns hímeket”) egy csónakban kitették a nyílt tengerre, majd visszamentek Tahitire. Ott azonban néhányan (jó okkal) nem érezték magukat biztonságban, ezért 9 európai és 6 tahiti férfi, valamint 12 tahiti nő útra kelt.
A hajó azonban a félreeső és lakatlan Pitcairn-szigeten hajótörést szenvedett és az utasoknak a szigeten kellett berendezkedniük, amit azok nem is bántak, bár a dolog nem ment zökkenőmentesen. Az újdonsült szigetlakók között a vita elsősorban a nők miatt tört ki: a 9 európai férfi választott magának feleséget, így a 6 tahiti férfinak 3 nő maradt. Az parázsló indulatok akkor lobbantak lángra, amikor az egyik európai férfi felesége véletlenül meghalt (leesett egy szikláról) és ő új feleséget szeretett volna. A tahiti férfiak erre 5 európait megöltek, mire az európaiak végeztek a tahiti férfiakkal.
A fentihez hasonló nyílt dominanciaharcok az emberek között tehát viszonylag ritkák, ami nem azt jelenti, hogy nincs ilyesmi az emberi közösségekben, csak azt, hogy azok sokkal finomabb eszközökkel, kevésbé látványosan történnek (az emberi csoportokon belül kialakuló dominancia-rangsor ill. dominanciaharcok nagyon jól megfigyelhetők például az Eltűntek c. filmsorozatban).

#### Nemi erőszak
Egyes vizsgálatok azt találták, hogy „a nemi erőszak szociálisan, és nem biológiailag programozott”. A nemi erőszak motivációira adott másféle magyarázatok többsége viszont így vagy úgy, de visszavezet a távoli múltba.
Az elterjedt vélekedés szerint a nemi erőszak elsődleges célja a férfiak részéről a nők megfélemlítése, megalázása: vagyis a felettük való dominancia demonstrálása. Egyik legközelebbi rokonaink, a csimpánzok között a hímek már felnőttkoruk előtt kivívják dominanciájukat csoportjuk szinte összes nősténye felett, és a későbbiekben gyakran erőszakkal érik el, hogy azok közösüljenek velük. Egyes vizsgálatok megerősítik ezt: eszerint a nőstény csimpánzok a velük nem rokon hímek „szexuális közeledésének” csak mintegy 3%-át utasítják vissza. Egyesült államokbeli főiskolások között végzett felmérések szerint pedig a válaszadó férfiak több mint egyharmada elismerte, hogy „lenne benne több-kevesebb hajlam a nemi erőszakra, ha biztosítanák büntetlenségét”. Ezek szerint a férfiakban van bizonyos hajlam a nemi erőszakra.
Az ipari társadalmakban a nemi erőszakot elkövető férfiakat vizsgálva azt vonták le, hogy a nemi erőszak elsősorban azon férfiak egyfajta (nem tudatos) „szexuális stratégiája” (génjeik terjesztésére?), akik hátrányosabb kinézetük és/vagy alacsony társadalmi státusuk miatt kevésbé sikeresek a (vonzó) nőkért folytatott konkurenciaharcokban. Emellett szól, hogy összehasonlító vizsgálatok szerint több nemi erőszak tapasztalható az olyan társadalmakban, amelyekben nagymértékű a poligámia: itt az elkövetők olyan férfiak, akiknek nem jut nő. A nemi erőszak evolúciós magyarázatát megerősíti, hogy az elkövető férfiak többsége 18 és 35 év közötti, csakúgy mint áldozataik: akik legtöbbször a termékenységük csúcsán álló vonzó nők. A régi és a mai társadalmak többségében szintén megfigyelhető a „nőrablás” jelensége: gondoljunk a magyar Csodaszarvas legendában Hunor és Magor valamint társaik lányrablására, vagy a szabin nők elrablására a római történelemből.

#### A mostohagyermekek bántalmazása
A mostohagyermekek bántalmazása szintén a családon belüli erőszak egyik formája. Ennek a jelenségnek a maradványai még azokból az időkből maradhattak fenn, amikor őseink még domináns hímek vezette családokban éltek (kölyökgyilkosság). A jelenség ma abban figyelhető meg, hogy a mostohaszülők sokkal gyakrabban bántalmazzák (az Egyesült Államokban és más kultúrákban is mintegy százszor), vagy zaklatják szexuálisan (a mostohaapák) a mostohagyermekeiket, mint általában a szülők a vér szerinti gyermekeiket. A dolgot nagyon jól megvilágítja a magyar nyelv egyik kifejezése: ha „mostohán bánunk valamivel/valakivel”, akkor az azt jelenti, hogy az illető dolgot vagy személyt ellenszenves hozzáállással kezeljük. Egyébként erről a jelenségkörről szól a Hamupipőke című közismert mese.

### Magyarul
- Igéző szemek
- Vonzó férfi: Mély hang, szőrös mellkas
- A hímeknél igenis a méret számít…
- A kicsapongó hölgyek és az ondó sűrűsége
- A Föld „legromantikusabb” gerincese
- Szendi Gábor: A nő evolúciós terve
- Szendi Gábor: A férfi agy műszaki terve
- Új elmélet a pénisz szerepéről
- A gyönyör átmérője
- Meglepően sokan aggódnak péniszük mérete miatt
- Génshopping, avagy mit nyernek a nők a félrelépéssel
- A monogám nőstények is félrelépnek
- A termékenység édes illata
- Hölgyeim, menjenek csak az orruk után
- A szexuális szaporodás rejtélye
- A kakasokat a nagy tarajú tyúkok vonzzák
- Mi teszi szexivé a nőket és a férfiakat?
- A női szépség veleje a darázsderék
- Miért vonzók a nagy keblek?
- Meskó Norbert: A női mell darwini esztétikája Az emlő kialakulásának evolúciós elképzelései
- Miért kellett gömbölyű mellet növeszteniük a nőknek? Evolúciós örökségünk
- A nőiség szimbóluma: a mell
- 5 pici női porcika, mely évezredek óta vonzza a férfiszemet
- "...ha pici, ha nagy, nincsen a világon szebb..."
- Szendi Gábor: A szépség evolúciója
- SZEXUALITÁS ÉS KULTÚRA 1. rész
- Szexuális szelekció Archiválva 2007. október 21-i dátummal a Wayback Machine-ben
- A szerelem útját a nevetés kövezi ki

### Angolul
- Sexual Selection
- Sexual Selection
- Theory of Sexual Selection – The Human Mind and the Peacock's Tale
- Sexual Selection and Human Reproduction
- Human Evolution
- Sexual Selection
- Sexual selection and the Male:Female Mortality Ratio
- Sexual Selection and the Mind
- Sexual Selection in Birds
- The Mating Mind: How Sexual Choice Shaped the Evolution of Human Nature
- Evolutionary Questions about Sex
- The Essence of Sexual Selection of the Evolutionary Past Remains in Existence Today Archiválva 2006. szeptember 3-i dátummal a Wayback Machine-ben
- Women Behind the Wheel: How Female Choice Can Steer the Course of Evolution Archiválva 2006. szeptember 8-i dátummal a Wayback Machine-ben
- Fallacies of the phallus: which fool said 'size matters'?[halott link]
- Are Women Evolutionary Sex Objects?: Why Women Have Breasts
- Female breasts: for men or for breastfeeding?